# Catedral Metropolitana de la Ciutat de Mèxic
La Catedral Metropolitana de l'Assumpció de la Santíssima Verge Maria al Cel (castellà: Catedral Metropolitana de la Asunción de la Santísima Virgen María a los cielos) és l'església catedralícia de l'arxidiòcesi catòlica romana de Mèxic. Està situat al damunt de l'antic recinte sagrat asteca prop del Temple Major, al costat nord de la plaça de la Constitució(coneguda com a Zócalo) al centre històric de la Ciutat de Mèxic. La catedral va ser construïda en diversos trams des de 1573 fins a 1813 al voltant de l'església original que es va construir poc després de la conquesta espanyola de Tenochtitlán, i finalment la va substituir completament. L'arquitecte espanyol Claudio de Arciniega va planificar-ne la construcció, inspirant-se en les catedrals gòtiques d'Espanya.
A causa del temps que va trigar a construir-se, poc menys de dos-cents cinquanta anys, pràcticament tots els arquitectes principals, pintors, escultors, mestres dauradors i altres artistes plàstics del virregnat van treballar en algun moment de la construcció del recinte. El llarg temps de construcció també va comportar la integració d'una sèrie d'estils arquitectònics en el disseny, entre els quals el gòtic, el barroc, el xorigueresc, el neoclàssic, tal com es van posar de moda al llarg dels segles. A més, va permetre a la catedral incloure diferents ornaments, pintures, escultures i mobles a l'interior. El projecte va ser un punt de cohesió social, perquè va implicar tantes generacions i classes socials, incloent-hi autoritats eclesiàstiques, autoritats governamentals i diferents ordes religiosos.
La influència de l'Església catòlica en la vida pública ha fet que l'edifici fos sovint escenari d'esdeveniments històricament significatius al virregnat de Nova Espanya i Mèxic després de la independència. Entre aquests destaquen la coronació d'Agustí de Iturbide i Ana María Huarte com a emperadors de Mèxic per part del president del Congrés; la conservació de les restes funeràries de l'esmentat emperador; enterrament, fins al 1925, de diversos herois de l'independentisme, com Miguel Hidalgo y Costilla i José María Morelos; les disputes entre liberals i conservadors provocades per la separació de l'església i l'estat a la Reforma; el tancament de l'edifici en temps de la Guerra Cristera; i les celebracions del bicentenari de la independència, entre d'altres.
La catedral està orientada al sud. Té uns 59 metres d'amplada per 128 metres de llarg, amb una alçada de 67 metres fins a la punta de les torres. Consta de dos campanars, una cúpula central i tres portals principals. Té quatre façanes que contenen portals flanquejats amb columnes i estàtues. Té cinc naus formades per 51 voltes, 74 arcs i 40 columnes. Els dos campanars contenen 25 campanes. El tabernacle, adjacent a la catedral, conté el baptisteri. Hi ha cinc altars grans i ornamentats, una sagristia, un cor, una zona de cor, un passadís i una sala capitular. Catorze de les setze capelles de la catedral estan obertes al públic. Cada capella està dedicada a un sant o sants diferents, i cadascuna estava patrocinada per un gremi religiós. Les capelles contenen altars ornamentats, retaules, pintures, mobles i escultures. La catedral acull dos dels orgues del segle xviii més grans d'Amèrica. Sota la catedral hi ha una cripta que guarda les restes de molts antics arquebisbes. La catedral té aproximadament 150 finestres.
Al llarg dels segles, la catedral ha patit danys. Un incendi l'any 1967 va destruir una part important de l'interior de la catedral. Els treballs de restauració posteriors van posar al descobert una sèrie de documents i obres d'art importants que abans havien estat ocults. Encara que es va construir una base sòlida per a la catedral, el sòl argilós suau sobre el qual està construïda ha estat una amenaça per a la seva integritat estructural. La caiguda dels nivells freàtics i l'enfonsament accelerat van fer que l'estructura s'afegís a la llista dels 100 del Fons Mundial de Monuments. Llocs més amenaçats. Les obres de restauració que van començar a la dècada de 1990 van estabilitzar la catedral i va ser eliminada de la llista en perill d'extinció l'any 2000.

## Història

### Antecedents: L'Església Major

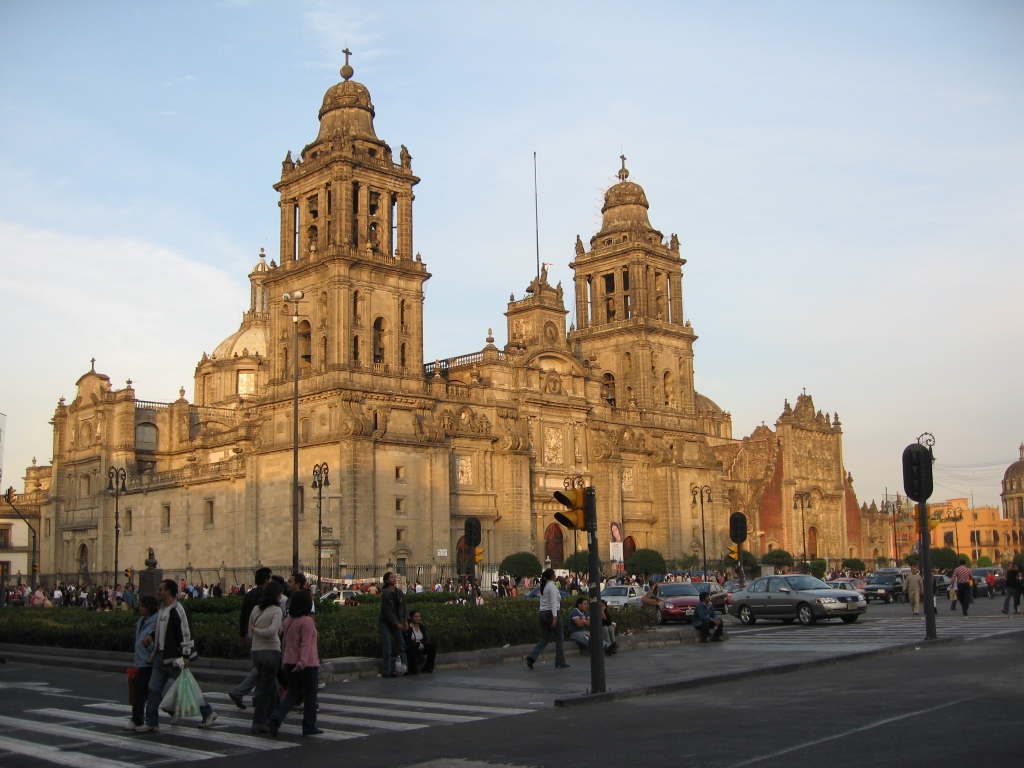
La catedral, vista des del carrer Madero

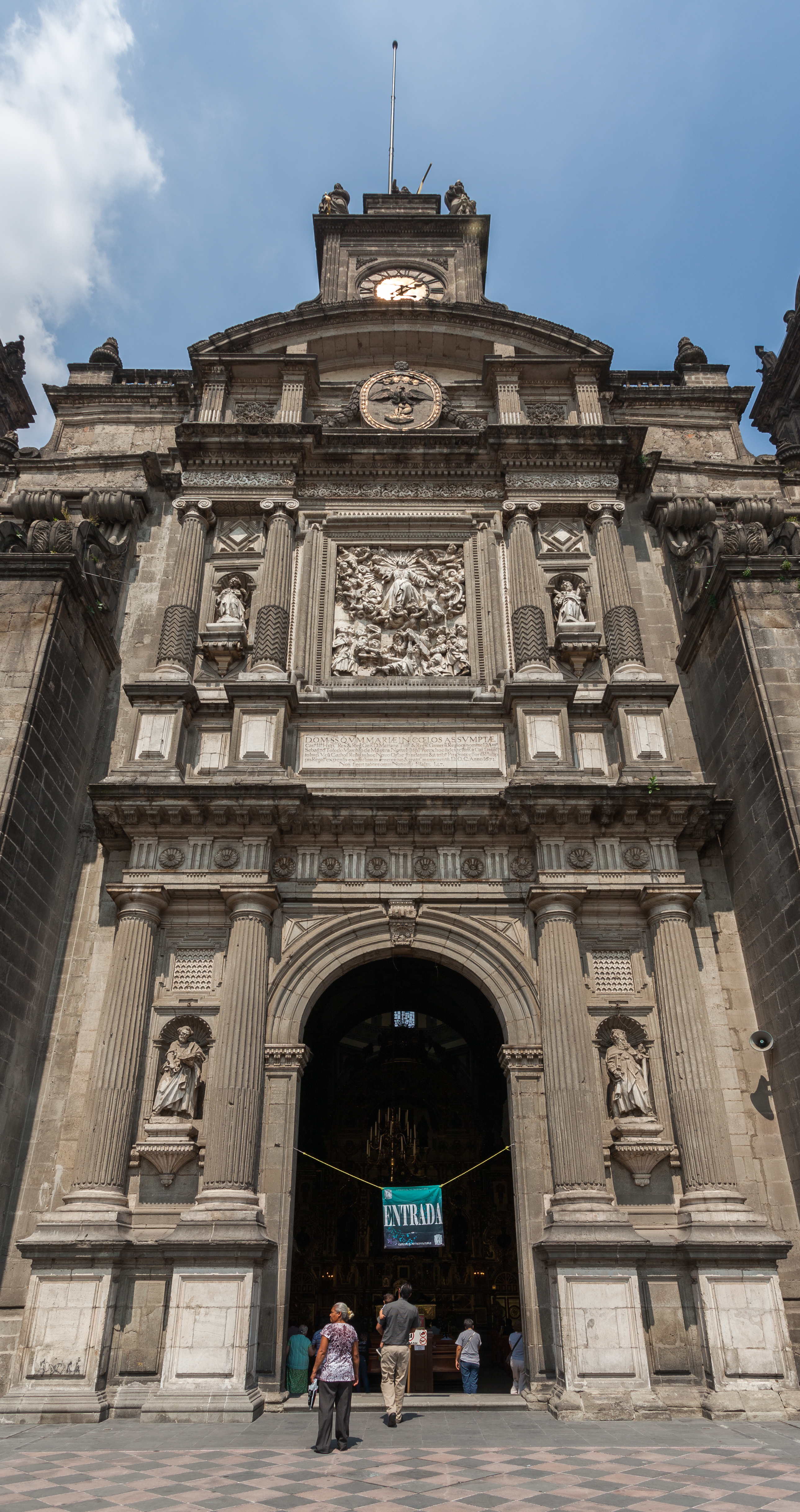
Entrada principal

Després de la conquesta espanyola de l'Imperi asteca, i després que Hernán Cortés tornés d'explorar el que avui és Hondures, els conqueridors van decidir construir una església al lloc del Temple Major de la ciutat asteca de Tenochtitlánper tal de consolidar el poder espanyol sobre del territori acabat de conquerir. Hi ha constància de l'existència d'un gran temple major dedicat al déu Quetzalcóatl, un temple dedicat al déu Huitzilopochtli i altres edificis menors. L'arquitecte Martín de Sepúlveda va ser el primer director del projecte entre 1524 i 1532, mentre que Juan de Zumárraga va ser el primer bisbe de la seu episcopal del Nou Món. La catedral de Zumárraga estava situada a la part nord-est de l'actual catedral. Tenia tres naus separades per columnes toscanes, el sostre central tenia gravats intricats fets per Juan Salcedo Espinosa i daurats per Francisco de Zumaya i Andrés de la Concha. La porta principal probablement era d'estil renaixentista. El cor comptava amb quaranta-vuit cadires cerimonials fetes a mà per Adrián Suster i Juan Montaño en fusta de pinus ayacahuite. Per a la construcció, van utilitzar les pedres del temple destruït del déu HuitzilopochtliHuitzilopochtli, déu de la guerra i principal deïtat dels asteques. Malgrat tot, aquest temple aviat fou considerat insuficient per a la creixent importància de la capital del virregnat de Nova Espanya. Aquesta primera església va ser elevada a catedral pel rei Carles V, emperador del Sacre Germànic i el papa Climent VII segons la butlla del 9 de setembre de 1534 i, més tard, nomenada metropolitana pel papa Pau III el 1547.
Aquesta església petita i senzilla, fou criticada per tots els cronistes que la consideraven indigna la ciutat. Aviat es va ordenar aixecar un temple nou, amb una sumptuositat més proporcional a la grandesa de la colònia, però aquesta nova obra va trobar tants entrebancs que l'antiga catedral va continuar sent al seu de nombroses cerimònies sumptuoses del virregnat. Només quan la cerimònia fos de gran importància pot ser que es preferís una altra església, com la de Sant Francesc, aixequés a la seva enorme capella de Sant Josep dels Indis el túmul funerari per a les cerimònies fúnebres de Carles V, emperador del Sacre Germànic.
Veient que la conclusió de la nova església era llarga, l'any 1584 es va decidir reparar completament la Catedral Vella, que segurament devia estar en un estat gairebé ruïnós, per celebrar-hi el Tercer Consell Provincial de Mèxic.

L'església era una mica més llarga que la façana de la nova catedral i les seves tres naus no arribaven a 30 metres d'amplada, cobertes per un entramat de mitja estisora i les laterals per bigues horitzontals. A més de la porta del Perdó hi havia una altra anomenada porta dels Canonges, i potser una tercera quedava a la Placeta del Marquès. Anys més tard, la catedral era petita per a la seva funció. L'any 1544, les autoritats eclesiàstiques ja havien ordenat la construcció d'una de nova i més sumptuosa.
- View of the Jaén Cathedral.
- Project of the Valladolid Cathedral.

### Inici de l'obra
| «                                            | Gairebé totes les catedrals americanes d'aquest primer període renaixentista segueixen el model de la de Jaén, la primera pedra de la qual es va col·locar l'any 1540. De planta rectangular i, com a molt, amb la capella major octogonal, són les catedrals de Ciutat de Mèxic, Puebla. […] S'inspirà principalment en la catedral de Jaén l'any 1540, de planta rectangular i capçalera plana, tot i que és probable que també fos seduït pel model herrerià de la de Valladolid, la relació de la Catedral de Valladolid, projectada l'any 1580, amb les catedrals americanes [hispàniques] no s'ha tingut prou en compte. | » |
| — Extret de El Arte Hispanoamericano (1988). | |   |

Planta de la Catedral

L'any 1552 es va arribar a un acord pel qual el cost de la nova catedral seria compartit entre la Monarquia Hispànica, els Comanadors i els indis sota l'autoritat directa de l'arquebisbe de Nova Espanya. Els plans inicials per a la fonamentació de la nova catedral es van iniciar l'any 1562, dins del projecte de construcció de l'obra, llavors l'arquebisbe Alonso de Montúfar hauria proposat una construcció monumental composta per set naus i basada en el disseny de la catedral de Sevilla; un projecte que, segons el mateix Montúfar, trigaria deu o dotze anys. El pes d'una obra d'aquestes dimensions en un subsol d'origen pantanós requeriria un basament especial. Inicialment, es van col·locar bigues transversals per construir una plataforma, que requeria uns costos elevats i un drenatge constant, al final aquest projecte quedaria abandonat no només pel cost, sinó per les inundacions que va patir el centre de la ciutat. És llavors quan, recolzats en tècniques autòctones, s'injecten troncs de fusta massissa a gran profunditat, uns vint mil d'aquests troncs en una superfície de sis mil metres quadrats. El projecte es reduí llavors de les set naus originals a només cinc: una de central, dues de processionals i dues laterals per a les setze capelles. La construcció va començar amb els dissenys i maquetes creats per Claudio de Arciniega i Juan Miguel de Agüero, inspirats en les catedrals espanyoles de Jaén i Valladolid.
L'any 1571, amb certa demora, el virrei Martín Enríquez de Almansa i l'arquebisbe Pedro Moya de Contreras van col·locar la primera pedra de l'església actual. La catedral va començar a construir-se l'any 1573 al voltant de l'església existent que va ser enderrocada quan les obres van avançar prou per albergar les funcions bàsiques de l'església.
Els treballs van començar amb una orientació nord-sud, contrària a la de la majoria de catedrals, a causa dels salts d'aigua del subsol que afectarien l'edifici amb una orientació tradicional est-oest, decisió presa l'any 1570. Primer es va construir la sala capitular i la sagristia; la construcció de les voltes i de les naus va trigar cent anys.

### Desenvolupament de la construcció

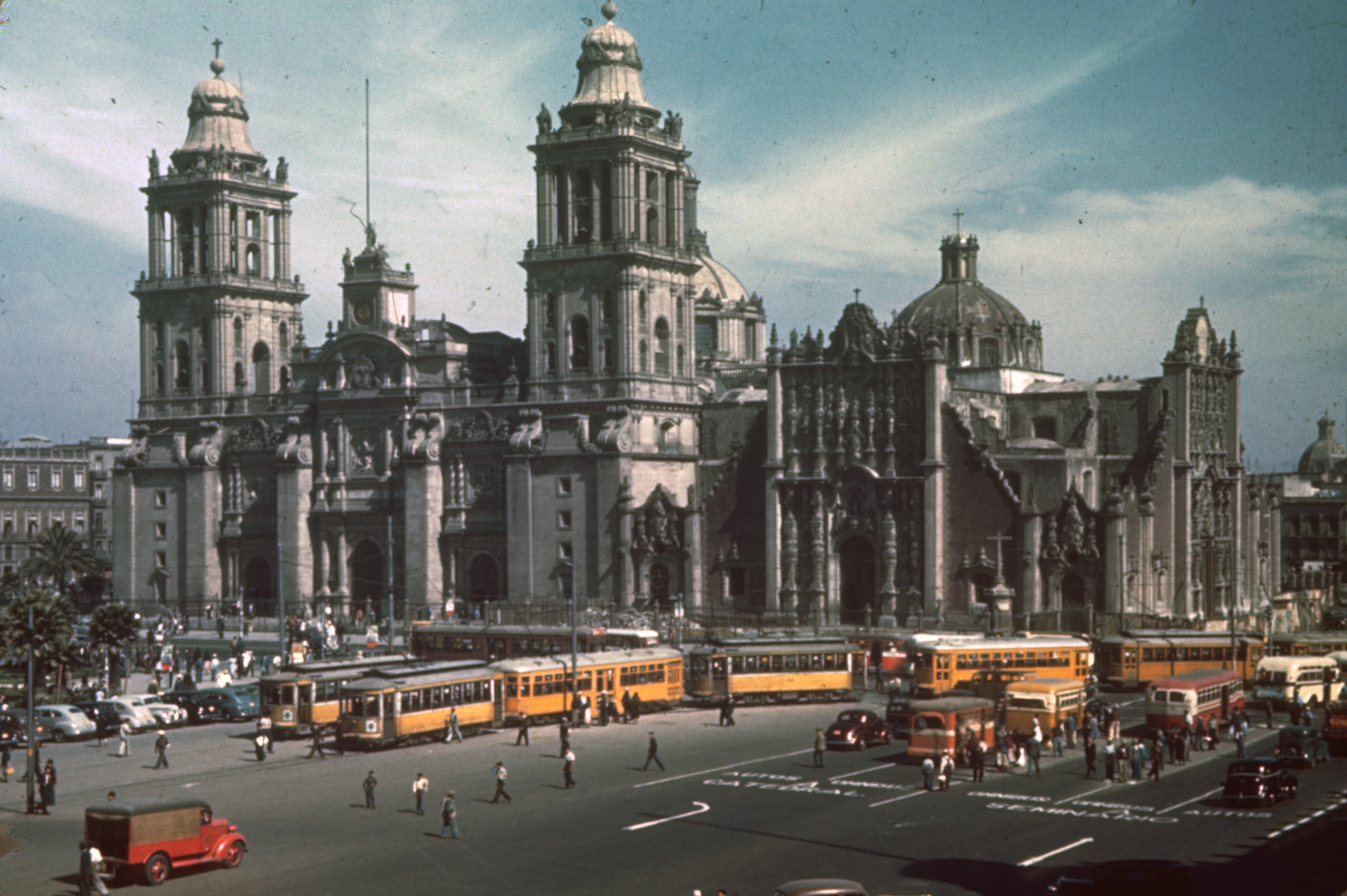
La catedral als anys quaranta

L'inici de les obres es va trobar amb un terreny fangós i inestable que va complicar les obres, per això, el Tezontle i la Pedra de Chiluca, que són més lleugers es van emprar en diverses zones. L'any 1581 es van començar a aixecar els murs i l'any 1585 s'inicien les obres a la primera capella, aleshores els noms dels picapedrers que van treballar en l'obra eren: les capelles van ser tallades per Juan Arteaga i els nínxols Hernán García de Villaverde, que també va treballar els pilars torals també esculpits per Martín Casillas. L'any 1615, els murs van assolir la meitat de la seva alçada total. Les obres de l'interior van començar l'any 1623 per la sagristia, i l'església primitiva va ser enderrocada en acabar. El que ara és la sagristia era on es feia la missa després que la primera església fos enderrocada. El 21 de setembre de 1629 les obres es van interrompre per la riuada que va patir la ciutat, en la qual l'aigua va arribar als dos metres d'alçada, provocant danys a la plaça Major, avui anomenada plaça del Zócalo, i altres parts de la ciutat. A causa dels danys, es va iniciar un projecte per construir la nova catedral als turons de Tacubaya, a l'oest de la ciutat, però la idea va ser descartada i el projecte va continuar al mateix emplaçament, sota la direcció de Juan Gómez de Trasmonte, l'interior va ser acabat i consagrat el 1667.
L'arquebisbe Marcos Ramírez de Prado y Ovando va fer la segona advocació el 22 de desembre de 1667, any en què es va tancar l'última volta. A la data de la consagració (quan encara hi mancaven els campanars, la façana principal i altres elements construïts al segle xviii) el cost de la construcció era equivalent a 1.759.000 pesos. Aquest cost va ser cobert en bona part pels reis espanyols Felip II, Felip III, Felip IV i Carles II. Annexos al nucli central de l'edifici s'afegirien amb el pas dels anys el Col·legi del Seminari, la Capella de les Ànimes, i els edificis del Sagrari i la Cúria.
L'any 1675 es va acabar la part central de la façana principal, obra de l'arquitecte Cristóbal de Medina Vargas, que inclou la figura de l'Assumpció de Maria, títol al qual està dedicada la catedral, i les escultures de Jaume el Major i l'apòstol Andreu protegint-la. Durant la resta del segle xvii es va construir el primer cos de la torre de llevant, a càrrec dels arquitectes Juan Lozano i Juan Serrano. El portal principal de l'edifici i els portals del costat est van ser construïts el 1688 i el de ponent el 1689. Es van completar els sis contraforts que sostenen l'estructura al costat de la seva façana principal i els fons que sostenen les voltes de la nau principal.
Durant el segle xviii es va fer poc per avançar en la finalització de la construcció de la catedral; en gran part perquè, un cop acabat l'interior ja era funcional per a totes les cerimònies que s'hi oferien, no hi havia la necessitat urgent de continuar treballant en allò que faltava.
Tot i que l'obra havia quedat suspesa, algunes obres a l'interior van continuar; el 1737 era el mestre d'obres Domingo de Arrieta. Realitzà, en companyia de José Eduardo de Herrera, mestre d'arquitectura, les grades que envolten el cor. L'any 1742 Manuel de Álvarez, mestre d'arquitectura, va governar amb el mateix Herrera sobre el projecte del presbiteri presentat per Jerónimo de Balbás.

L'any 1787, l'arquitecte José Damián Ortiz de Castro va ser nomenat, després d'un concurs en el qual va imposar els projectes de José Joaquín García de Torres i Isidro Vicente de Balbás, per dirigir les obres de construcció dels campanars, la façana principal i la cúpula. Per a la construcció de les torres, l'arquitecte mexicà Ortiz de Castro va dissenyar un projecte per fer-les resistents als terratrèmols. La seva direcció en el projecte va continuar fins a la seva mort el 1793. Quan va ser substituït per Manuel Tolsá, arquitecte i escultor conductor del Neoclàssic, que va arribar al país el 1791. Tolsá és l'encarregat d'acabar l'obra de la catedral. Reconstrueix la cúpula que era baixa i desproporcionada, dissenya un projecte que consisteix a obrir un anell més gran sobre el qual es construeix una plataforma circular, per aixecar d'allà un fanal de coberta molt més alt. Integra les torxes, estàtues i balustrades. Corona la façana amb figures que simbolitzen les tres virtuts teològiques (Fe, Esperança i Caritat).

Historical photographs of the cathedral.
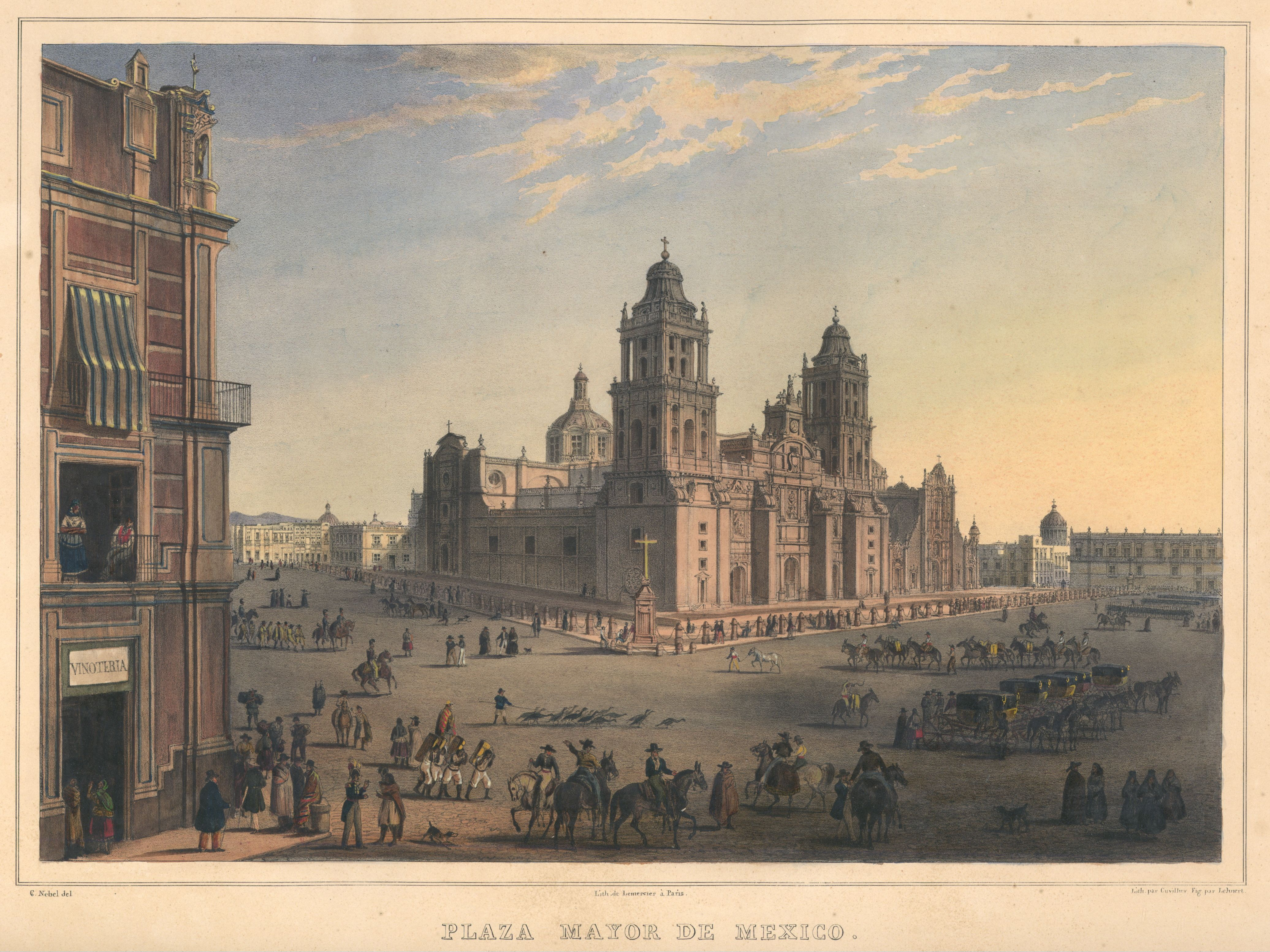
Plaça Major de Mèxic (avui plaça del Zócalo), 1836
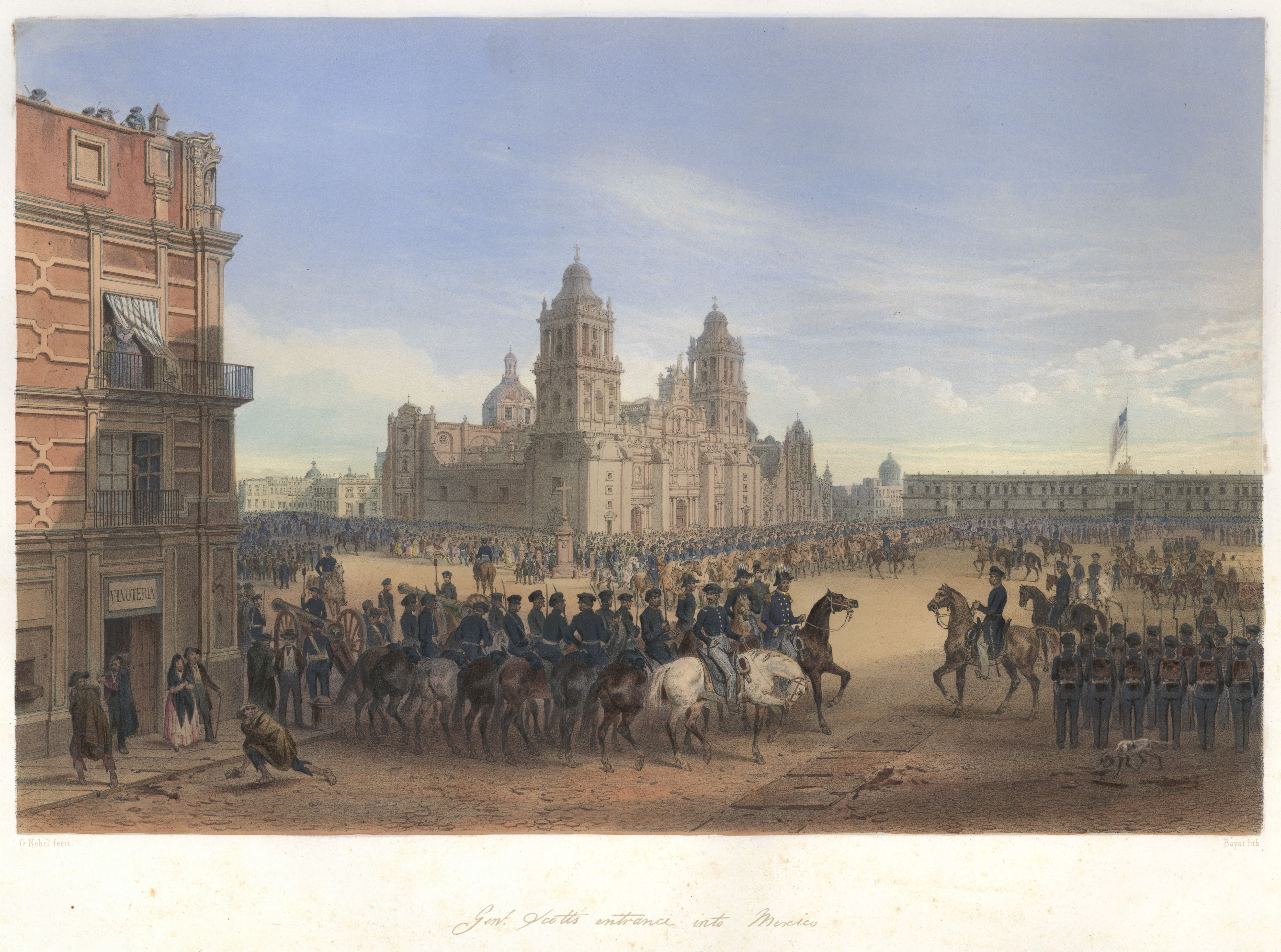
Entrada del general Scott a Mèxic, 1851
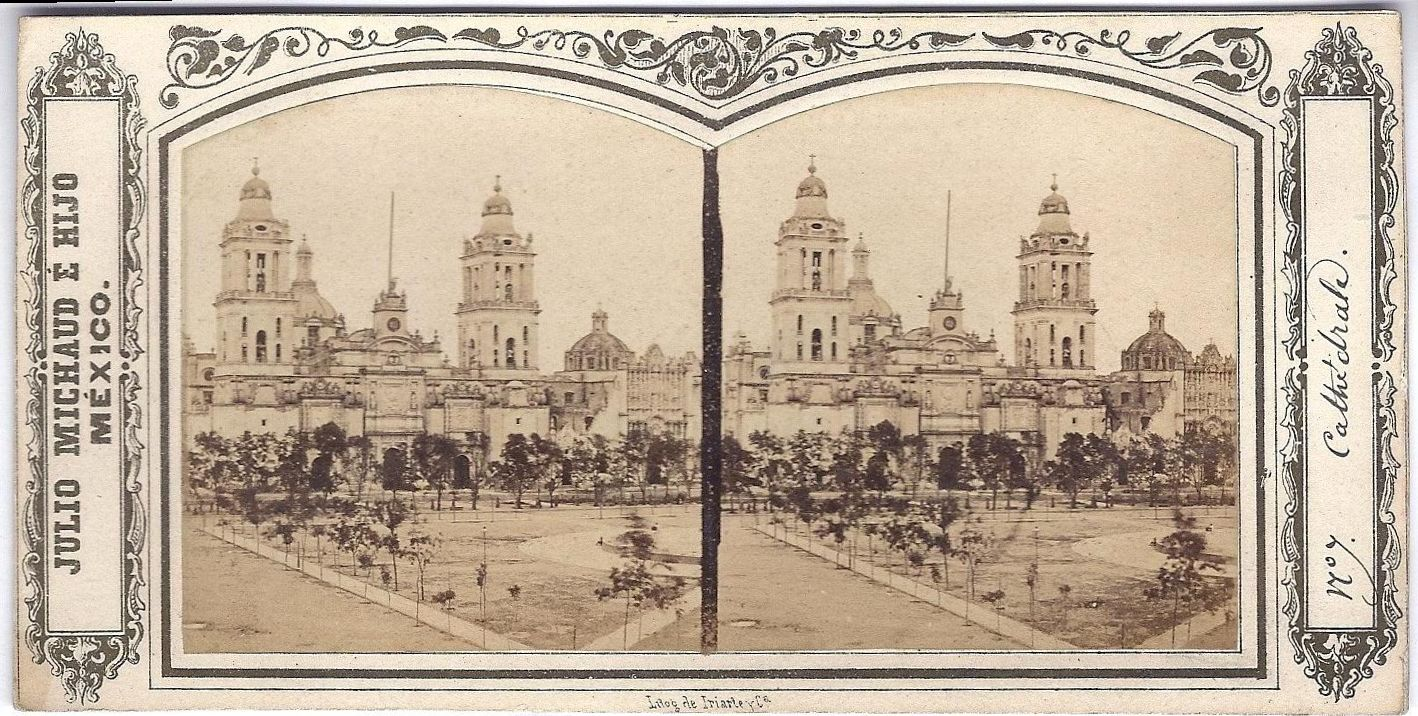
Vista de la catedral
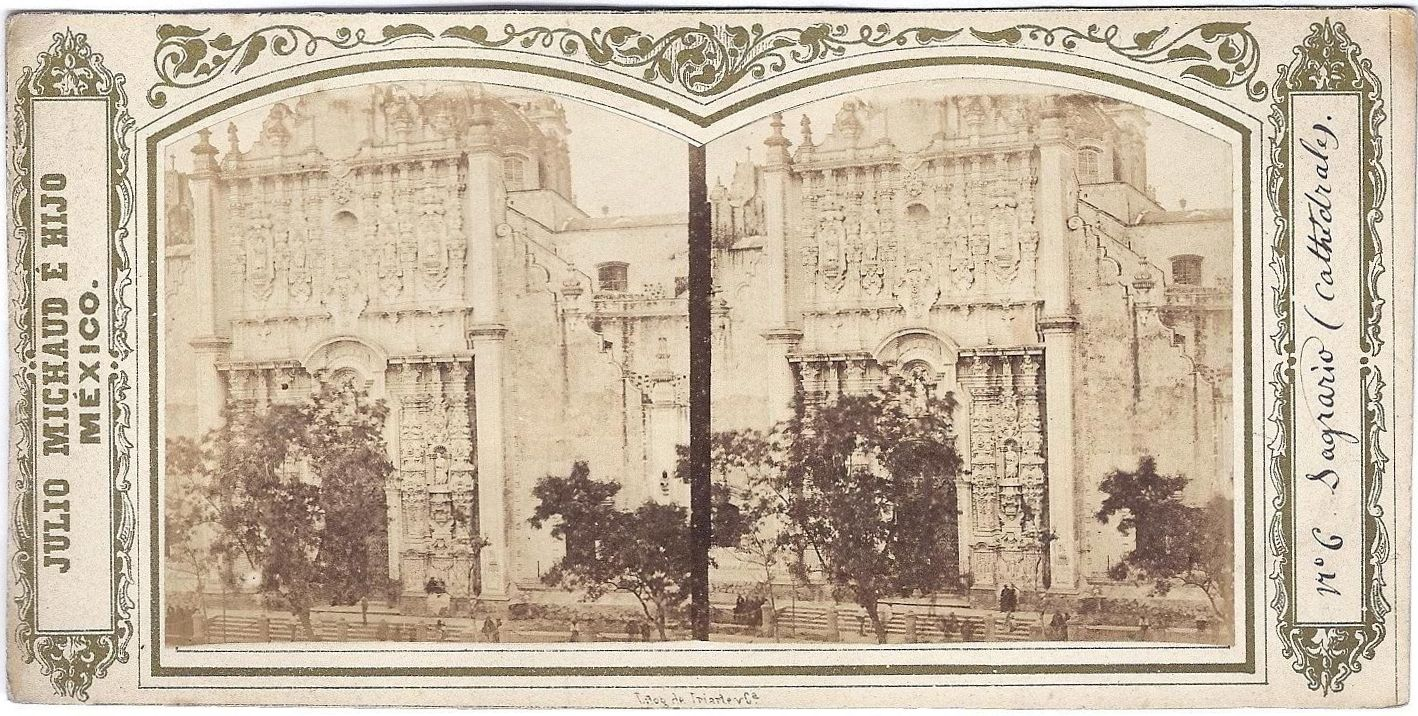
Vista del Tabernacle c. 1860
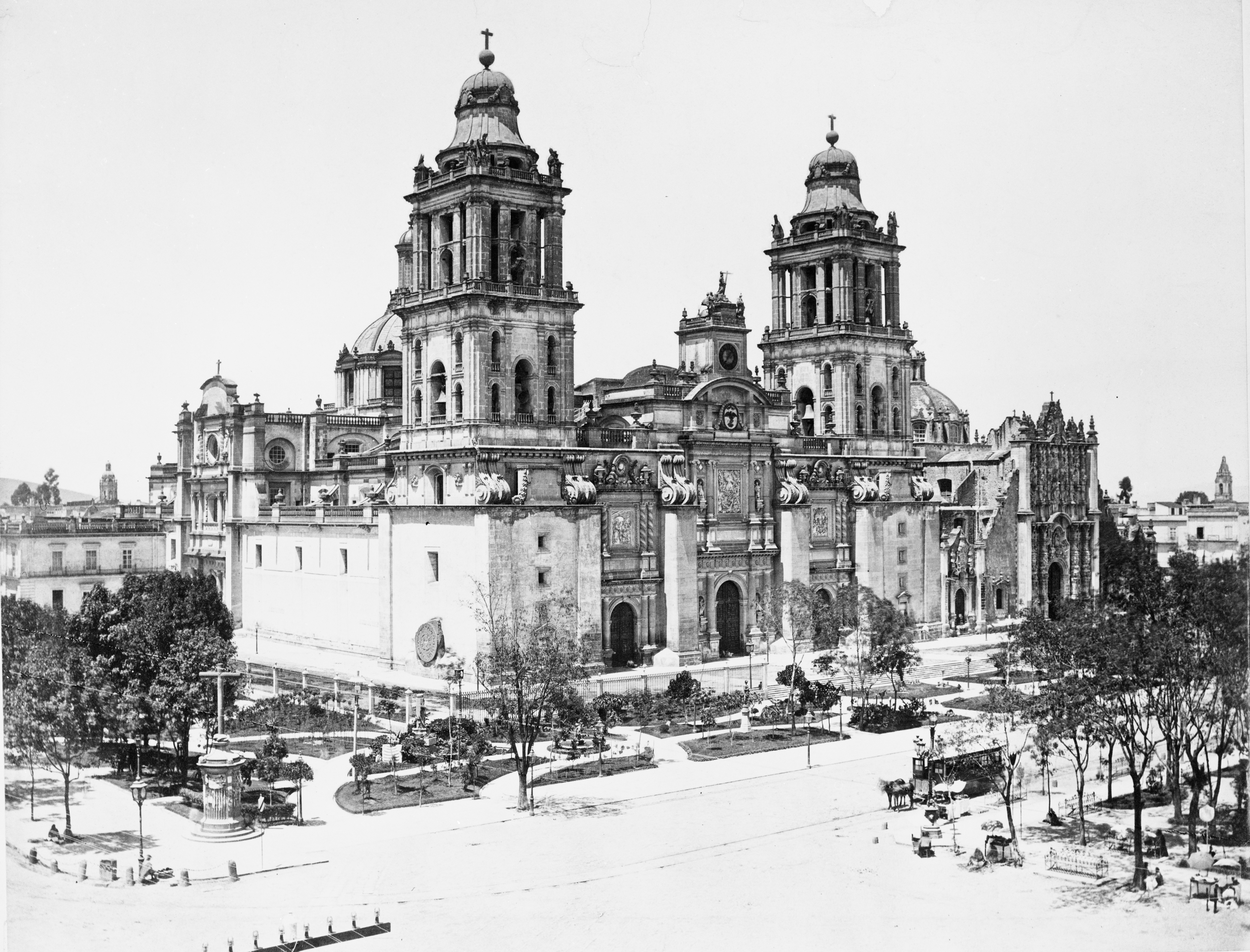
Vista de la catedral entre 1880 i 1887, quan la pedra del sol asteca va ser traslladada al Museu de la Calle de Moneda

## Exterior

### Façanes i portals

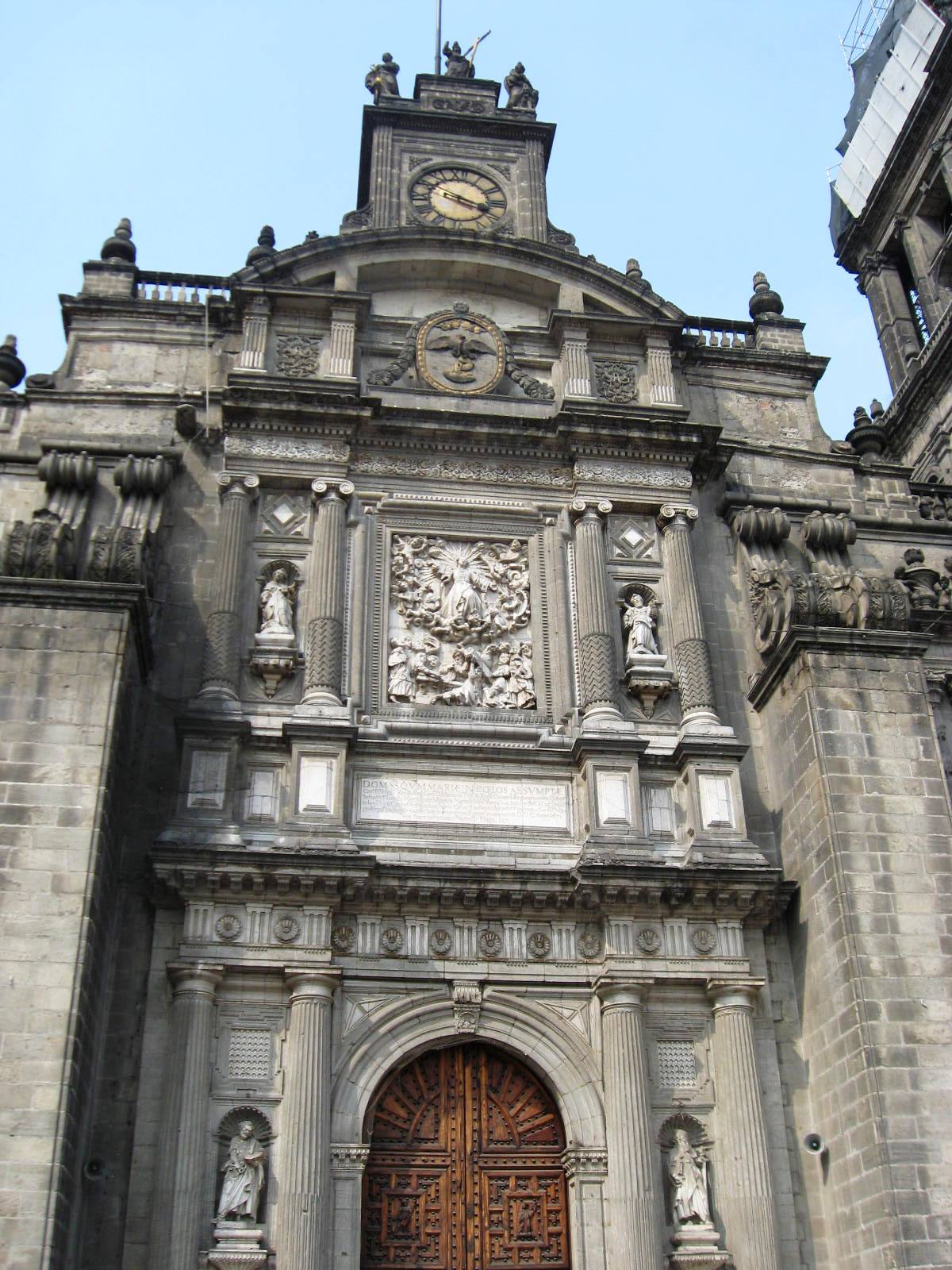
Portal principal amb vista del rellotge

La façana principal de la catedral està orientada al sud. El portal principal està centrat a la façana principal i és el més alt dels tres portals de la catedral. Entre les columnes del portal hi ha estàtues de Sant Pere i Pau Apòstol, mentre que Sant Andreu i Jaume el Just estan representats a la porta secundària. Al centre d'aquesta portada hi ha un alt relleu de l'Assumpció de la Mare de Déu, a qui està dedicada la catedral. Aquesta imatge està flanquejada per imatges de sant Mateu i sant Andreu. L'escut de Mèxic està a sobre de la porta, amb les ales de l'àguila esteses. Hi ha una torre del rellotge a la part superior del portal amb estàtues que representen la Fe, l'Esperança i la Caritat, que va ser creada per l'escultor Manuel Tolsá.
La façana oest va ser construïda el 1688 i reconstruïda el 1804. Té un portal de tres seccions amb imatges dels Quatre Evangelistes. El portal de ponent té alts relleus que representen Jesús lliurant les Claus del Cel a sant Pere.
La façana est és semblant a la façana oest. Els relleus del portal de llevant mostren una nau que porta els quatre apòstols, amb sant Pere al timó. El títol d'aquest relleu és El vaixell de l'Església navegant pels mars de l'eternitat.
La façana nord, construïda durant el segle xvi d'estil renaixentista herrerià, és la part més antiga de la catedral i porta el nom de Juan de Herrera, arquitecte del monestir de l'Escorial a Espanya. Si bé les façanes oriental i occidental són més antigues que la majoria de la resta de l'edifici, el seu tercer nivell té columnes salomòniques associades al període barroc.
Tots els alts relleus dels portals de la catedral es van inspirar en l'obra del pintor flamenc Peter Paul Rubens.

### Campanars
Els campanars són obra de l'artista xalapanès José Damián Ortiz de Castro. Estan coberts amb teulades campaniformes fetes de tezontle cobert de chiluca, una pedra blanca. Ortiz de Castro va ser l'encarregat de la construcció de la catedral a la segona meitat del segle xviii fins que va morir, inesperadament. El valencià Manuel Tolsà, que havia construït altres edificis notables a la Ciutat de Mèxic, va ser contractat per acabar la catedral. En aquest moment, la catedral ja feia dos-cents quaranta anys que estava en construcció. Hi va afegir l'estructura neoclàssica que allotja el rellotge, les estàtues de les tres virtuts teològiques (Fe, Esperança i Caritat), l'alta balustrada que envolta l'edifici i la cúpula que s'alça sobre el transsepte.
La catedral té 25 campanes, divuit de les quals pengen al campanar de llevant i set a la torre oest. La campana més gran rep el nom de Santa Maria de Guadalupe i pesa unes 13 tones. Altres campanes importants reben el nom de Doña Maria, que pesa 6,9 tones, i La Ronca, anomenada així pel seu to dur. Doña Maria i La Ronca es van col·locar el 1653 mentre que la campana més gran es va col·locar més tard el 1793.
Les estàtues de la torre oest són obra de José Zacarías Cora i representen el papa Gregori VII, sant Agustí, Leandre de Sevilla, sant Fulgenci de Cartagena, sant Francesc Xavier i santa Bàrbara. Les estàtues de la torre est són de Santiago Cristóbal Sandoval i representen Rosa de Lima, Maria (mare de Jesús), Ambrogio, Jeroni, Felip de Jesús, Hipòlit de Roma i Isidor el Llaurador, entre d'altres.
L'any 1947, un campaner novell va morir en un accident quan intentava moure una de les campanes mentre s'hi trobava a sota. La campana va girar enrere, el va colpejar al cap i el va matar a l'instant. Aleshores la campana va ser castigadaretirant-li el batall. En els anys següents, la campana fou coneguda com la castigada o la muda. L'any 2000 es va tornar a instal·lar el batall a la campana.
L'octubre 2007, es va trobar una càpsula del temps dins la base de pedra d'una creu, al campanar sud de la catedral. Va ser-hi col·locada l'any 1742, suposadament per protegir l'edifici de danys. La caixa de plom estava plena d'artefactes religiosos, monedes i pergamins i s'amagava en una bola de pedra buida. La pilota estava marcada amb la data del 14 de maig de 1791, quan es va col·locar la pedra més alta de l'edifici. Una nova càpsula del temps es col·locarà a la bola de pedra quan es torni a tancar.

### Tabernacle

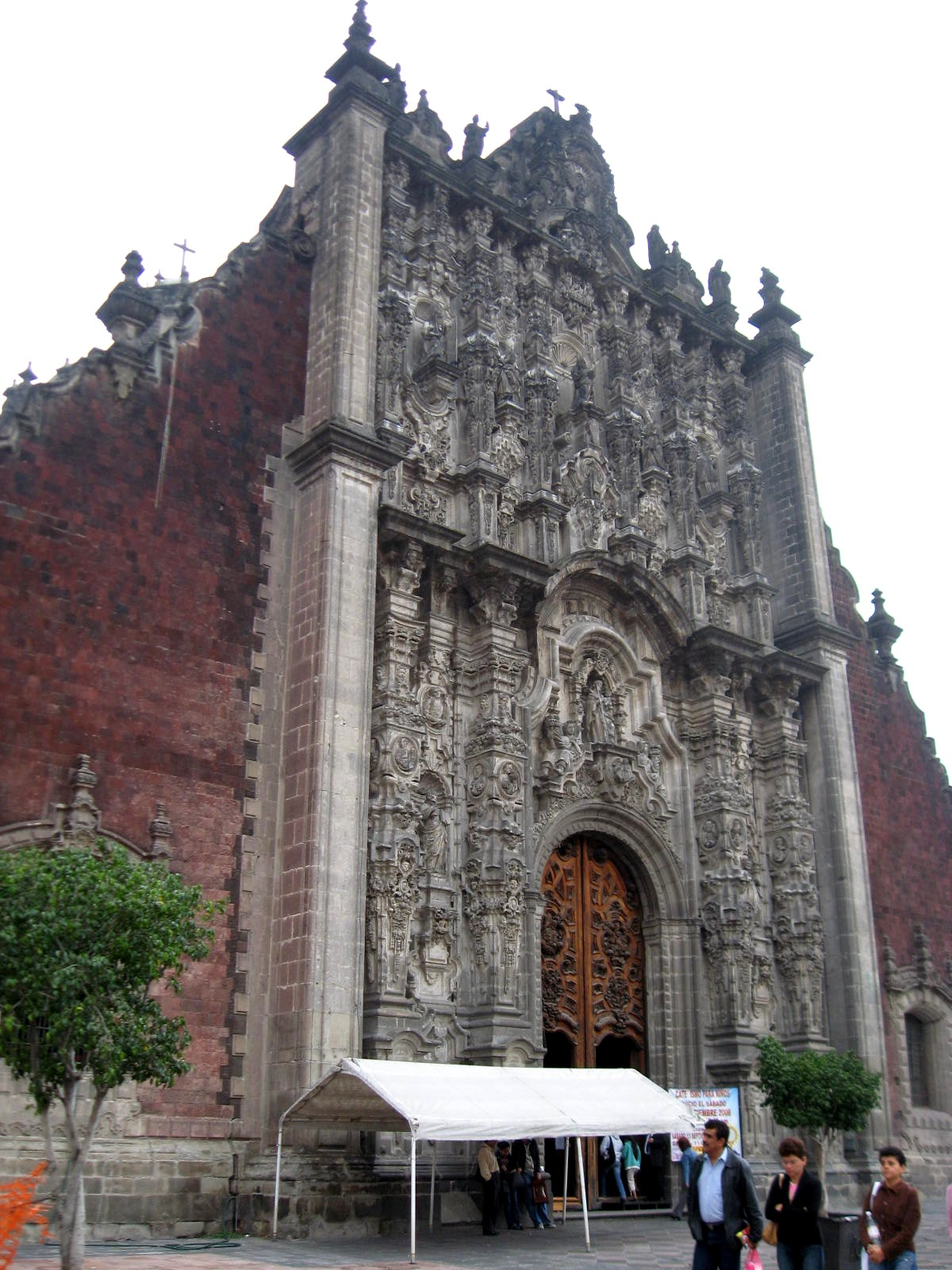
Façana sud del Sagrari, oberta cap al Zócalo

Situat a la dreta de la catedral principal, el Tabernacle Metropolità (en castellà: Sagrario Metropolitano) va ser construït per Lorenzo Rodríguez durant l'apogeu del període barroc entre 1749 i 1760, per albergar els arxius i les vestidures de l'arquebisbe. També va funcionar i continua funcionant com a lloc per rebre l'Eucaristia i registrar els feligresos.
La primera església construïda al lloc de la catedral també tenia un tabernacle, però se'n desconeix la ubicació exacta. Durant la construcció de la catedral, el tabernacle va ser allotjat a les actuals capelles de Sant Isidre i de la Mare de Déu de l'Angoixa de Granada. Tanmateix, al segle xviii, es va decidir construir una estructura separada, però connectada amb la catedral principal. Està construït amb tezontle (una roca volcànica porosa vermellosa) i pedra blanca en forma de creu grega amb la façana sud orientada al Zócalo. Està connectat amb la catedral principal a través de la capella de Sant Isidre.

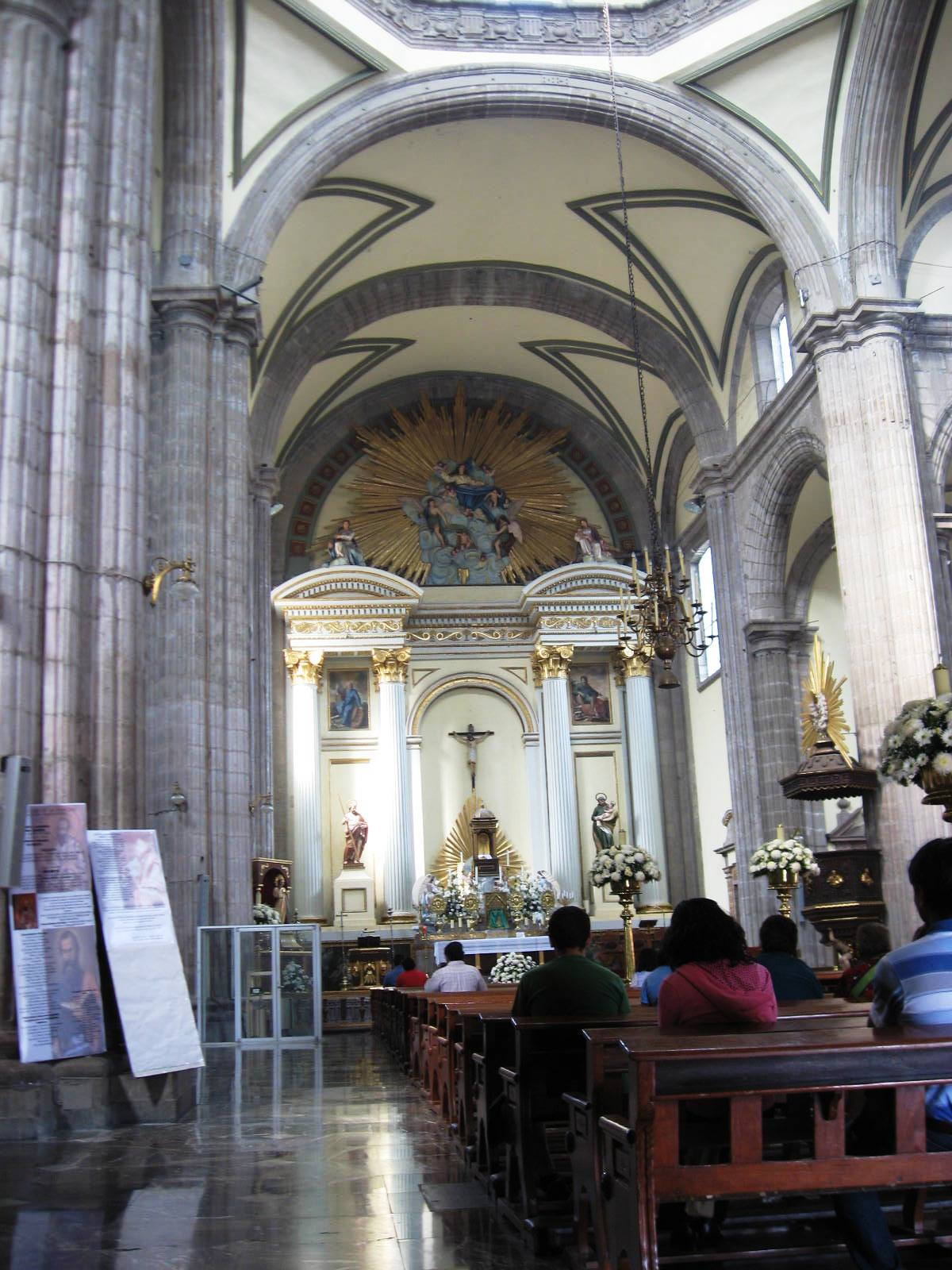
Altar major del Tabernacle

Els interiors de cada ala tenen usos separats. A l'ala oest hi ha el baptisteri, al nord hi ha l'altar major, l'entrada principal i una zona notarial, separades per murs interiors fets amb pedra de chiluca i tezontle. La chiluca, una pedra blanca, cobreix les parets i els terres i el tezontle emmarca les portes i finestres. Al creuer de l'estructura hi ha una cúpula octogonal emmarcada per arcs que formen triangles corbats on es troben a la part superior de la cúpula. L'altar principal és d'estil xorigueresc ornamentat i realitzat per l'artista indígena Pedro Patiño Ixtolinque. Va ser inaugurat l'any 1829.
L'exterior del tabernacle d'estil barroc està gairebé completament adornat amb decoracions, com prestatges de nínxols de forma curiosa, cortines flotants i molts querubins. Es van tallar fruites com el raïm i les magranes en forma d'ofrenes rituals, simbolitzant la Sang de Crist i l'Església. Entre els elements florals, es poden trobar roses, margarides i diversos tipus de flors de quatre pètals, inclosa la chalchihuite indígena.
El tabernacle té dues entrades exteriors principals; un al sud, mirant al Zócalo i l'altre orientat a l'est cap al carrer Seminari. La façana sud està més ricament decorada que la façana est. El tema és la glorificació de l'Eucaristia amb imatges dels Apòstols, Pares de l'Església, sants que van fundar ordes religioses, màrtirs així com escenes de la Bíblia. Es poden trobar relleus zoomòrfics juntament amb els relleus antropològics, inclòs un lleó rampant i l'àguila de l'escut de Mèxic. La façana est és menys ambiciosa, però conté figures de l'Antic Testament així com les imatges de Joan Nepomucè i Ignasi de Loiola. També s'inscriuen aquí les dates de construcció de les fases del sagrari.

## Interior

### Altars

#### Altar major
L'altar major va desaparèixer a la dècada de 1940. L'any 2000 es va fer un nou altar en substitució de l'anterior. Aquest va ser construït en estil modernista per l'arquitecte Ernesto Gómez Gallardo.

#### Altar del Perdó

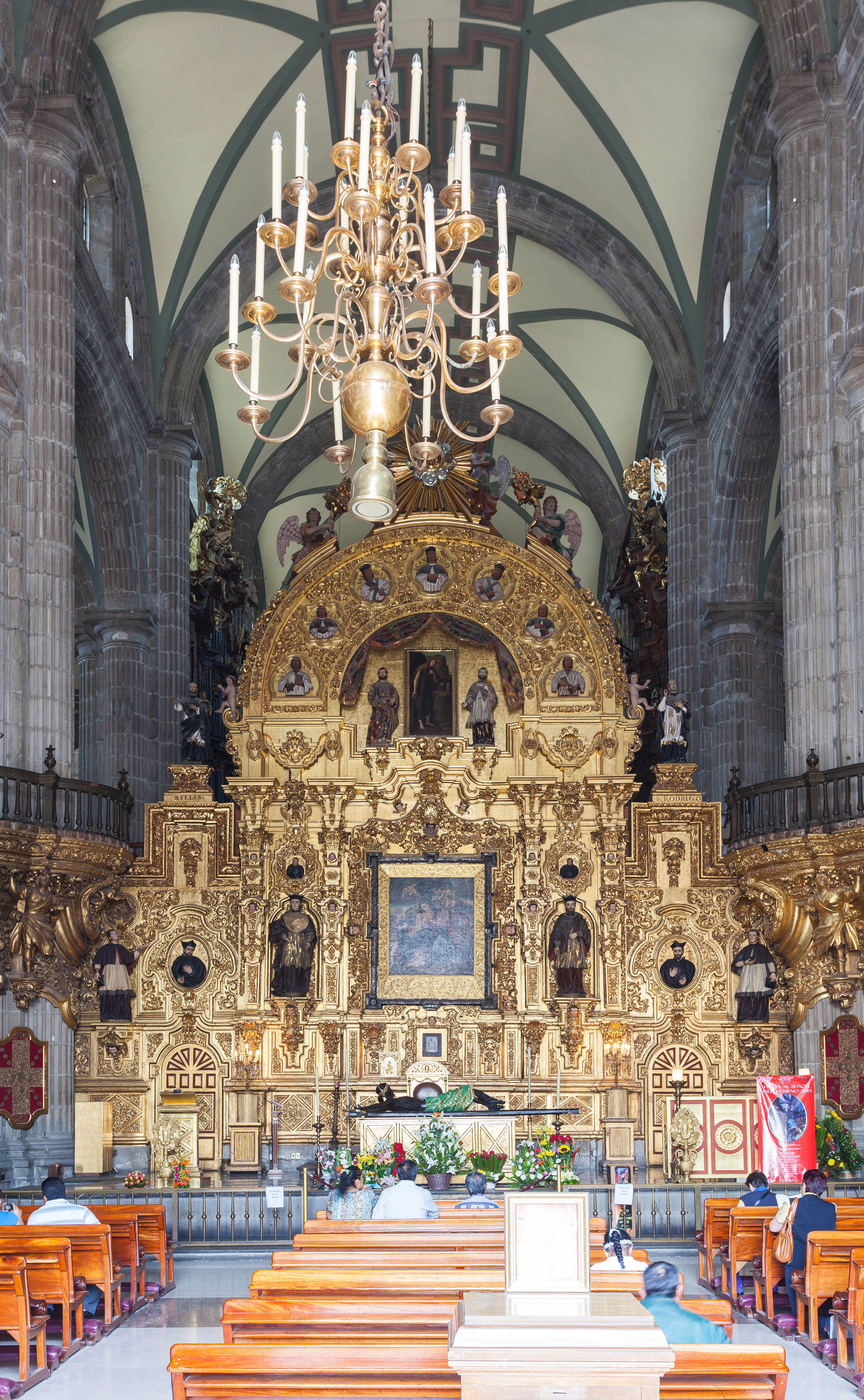
L'altar del Perdó

L'Altar del Perdó (en castellà: Altar del Perdón) es troba a la part davantera de la nau central. És el primer element de l'interior que es veu en entrar a la catedral. Va ser obra de l'arquitecte espanyol Jerónimo de Balbás, i representa el primer ús de l'estípit (una pilastra en forma de triangle invertit) a les Amèriques.
Hi ha dues històries sobre com va sorgir el nom d'aquest altar. La primera afirma que els condemnats per la Inquisició espanyola van ser portats a l'altar per demanar perdó abans de la seva execució. El segon es refereix al pintor Simon Pereyns, que tot i ser l'autor de moltes de les obres de la catedral, va ser acusat de blasfèmia. Segons la història, mentre Pereyns era a la presó, va pintar una imatge tan bella de la Mare de Déu que va fer que el seu crim va ser perdonat.
Aquest altar va ser danyat per un incendi el gener de 1967, però ha estat totalment restaurat.

#### Altar dels Reis

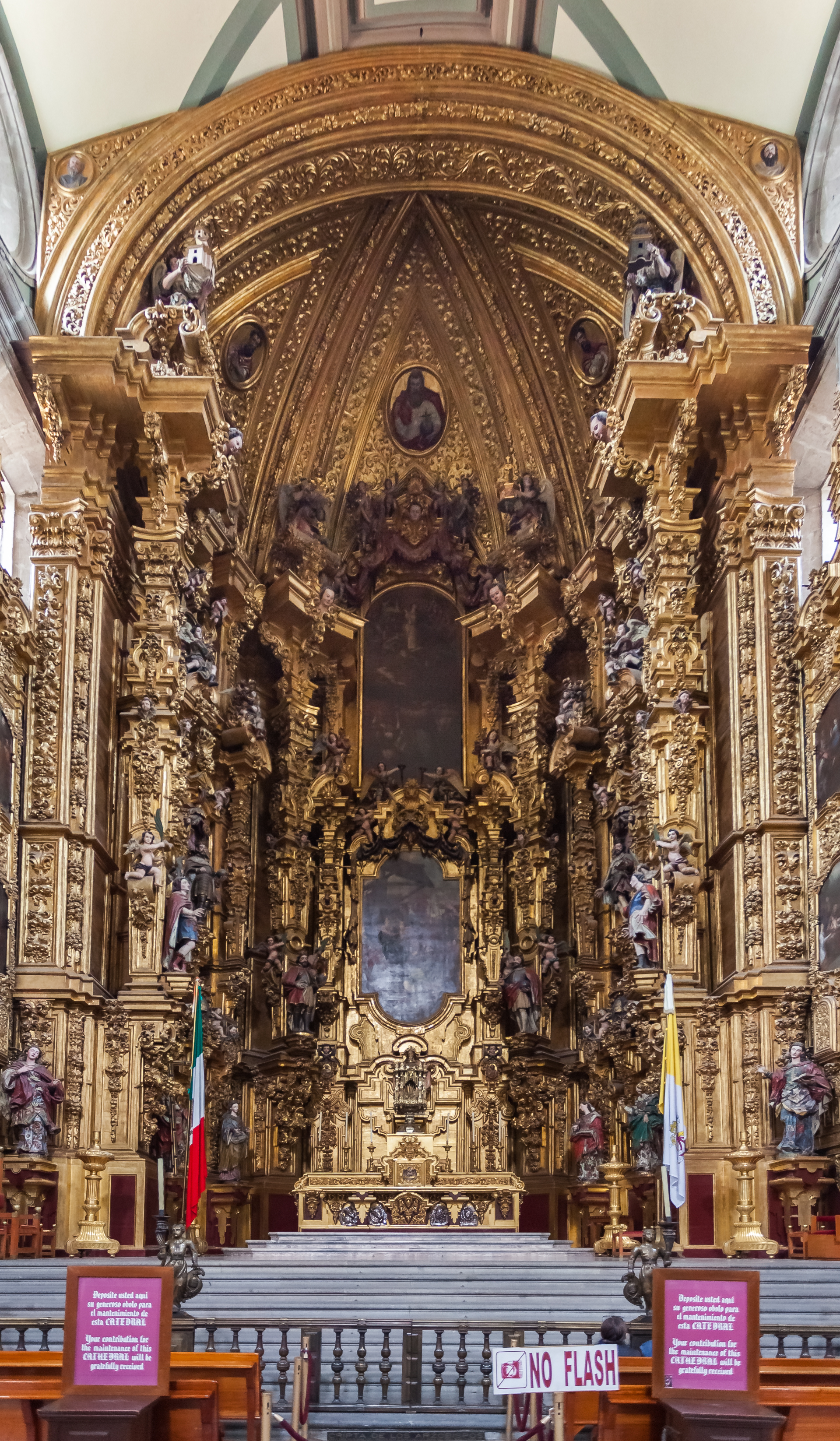
Altar dels Reis

A Nova Espanya era costum dedicar la capella major de qualsevol catedral espanyola al rei governant, donant-li la més importància i riquesa artística. L'Altar dels Reis (en castellà: Altar de los Reyes) també va ser obra de Jerónimo de Balbás, d'estil barroc mexicà o xorigueresc. Balbás la va construir de cedre des de 1718 fins a 1725. Va ser daurat i acabat per Francico Martínez el 1736 i acabat el 1737. Es troba a la part posterior de la catedral, més enllà de l'Altar del Perdó i del cor, un espai conegut com a «capella reial», encara que no disposa de cap reixa que delimiti i tanqui l'espai a la manera de capelles semblants. Aquest altar fa 13,75 metres d'amplada, 25 metres d'alçada i 7,5 metres de profunditat, per la qual cosa presideix la nau principal del temple perquè es troba darrere del presbiteri. Hi ha tres cossos verticals principals formats per altes pilastres d'estípit. La seva mida i profunditat van donar lloc al sobrenom de la cova daurada.
Es van crear escultures addicionals per Sebastián de Santiago. Pren el nom de les estàtues de la santa reialesa que formen part de la seva decoració, i és l'obra d'estil xorigueresc més antiga de Mèxic, que va tardar dinou anys per completar-se. A la part inferior, d'esquerra a dreta, hi ha sis santes reials: Santa Margarida d'Escòcia, Helena de Constantinoble, Elisabet d'Hongria, Elisabet d'Aragó, Emperadriu Cunegunda i Edith de Wilton. Al mig de l'altar hi ha sis reis canonitzats: Hermenegild, un màrtir visigot; Enric II, emperador del Sacre Imperi Romanogermànic; Eduard el Confessor; i Casimir de Polònia a sota, i els sants Lluís IX de França i Ferran III de Castella per sobre d'ells. Entre aquests reis, una pintura a l'oli de l'Adoració dels Reis Mags de Juan Rodríguez Juárez mostra Jesús com el Rei dels Reis. La part superior presenta una pintura de l'Assumpció de Maria com a reina celestial flanquejada per baixos relleus ovalats, un de Sant Josep portant el nen Jesús i l'altre de Santa Teresa d'Àvila amb una ploma a la mà i l'Esperit Sant al damunt, inspirant-la per escriure. A la part superior damunt d'aquesta, hi ha àngels que porten els atributs de la Mare de Déu com la Font Segellada, la Casa d'Or, el Pou d'Aigua Viva i la Torre de David, i a la part superior hi ha una imatge de Déu, el pare.
L'altar va ser danyat a causa d'un incendi l'any 1967. Aquest altar es troba en restauració des de l'any 2003.

### Sagristia
La porta Herrera s'obre a la sagristia és la part més antiga de la catedral. És una barreja d'estils renaixentistes i gòtics.
Als murs es conserven grans llenços pintats per Cristóbal de Villalpando, com L'Apoteosi de Sant Miquel, El Triomf de l'Eucaristia, L'Església Militant i l'Església Triomfant i La Mare de Déu de l'Apocalipsi. La Mare de Déu de l'Apocalipsi representa la visió de Joan de Patmos. També hi ha altres dos llenços, Entrant a Jerusalem i L'Assumpció de la Verge, pintats per Juan Correa. Un quadre, atribuït a Bartolomé Esteban Murillo, també es troba penjat a la Sagristia.
Al mur nord, hi ha una fornícula que sosté una estàtua del crucifix amb una imatge de Crist esculpida en marfil. Darrere d'això, hi ha un altre mural que representa Juan Diego de Nostra Senyora de Guadalupe. La sagristia solia albergar la capa de Juan Diego, sobre la qual suposadament apareix la imatge de la Mare de Déu, però després d'una gran inundació l'any 1629, va ser retirada de la sagristia per protegir-la millor.
Un armari al mur de ponent de la Sagristia, sota el quadre de la Mare de Déu de l'Apocalipsi, antigament contenia calzes i copes d'or guarnits amb pedres precioses, així com altres utensilis. L'any 1957, el terra i la plataforma de fusta al voltant del perímetre de la sagristia van ser substituïts per pedra.

### Capelles
Les setze capelles de la catedral van ser assignades cadascuna a un confraria religiosa, i cadascuna està dedicada a un sant. Cadascuna de les dues naus laterals conté set capelles. Les altres dues es van crear posteriorment als costats oriental i occidental de la catedral. Aquestes dues últimes no estan oberts al públic. A continuació s'enumeren les catorze capelles de les naus est i oest. Els set primers es troben a la nau de llevant, catalogats de nord a sud, i els set últims es troben a la nau oest.

#### Capella de la Mare de Déu de les Angoixes de Granada

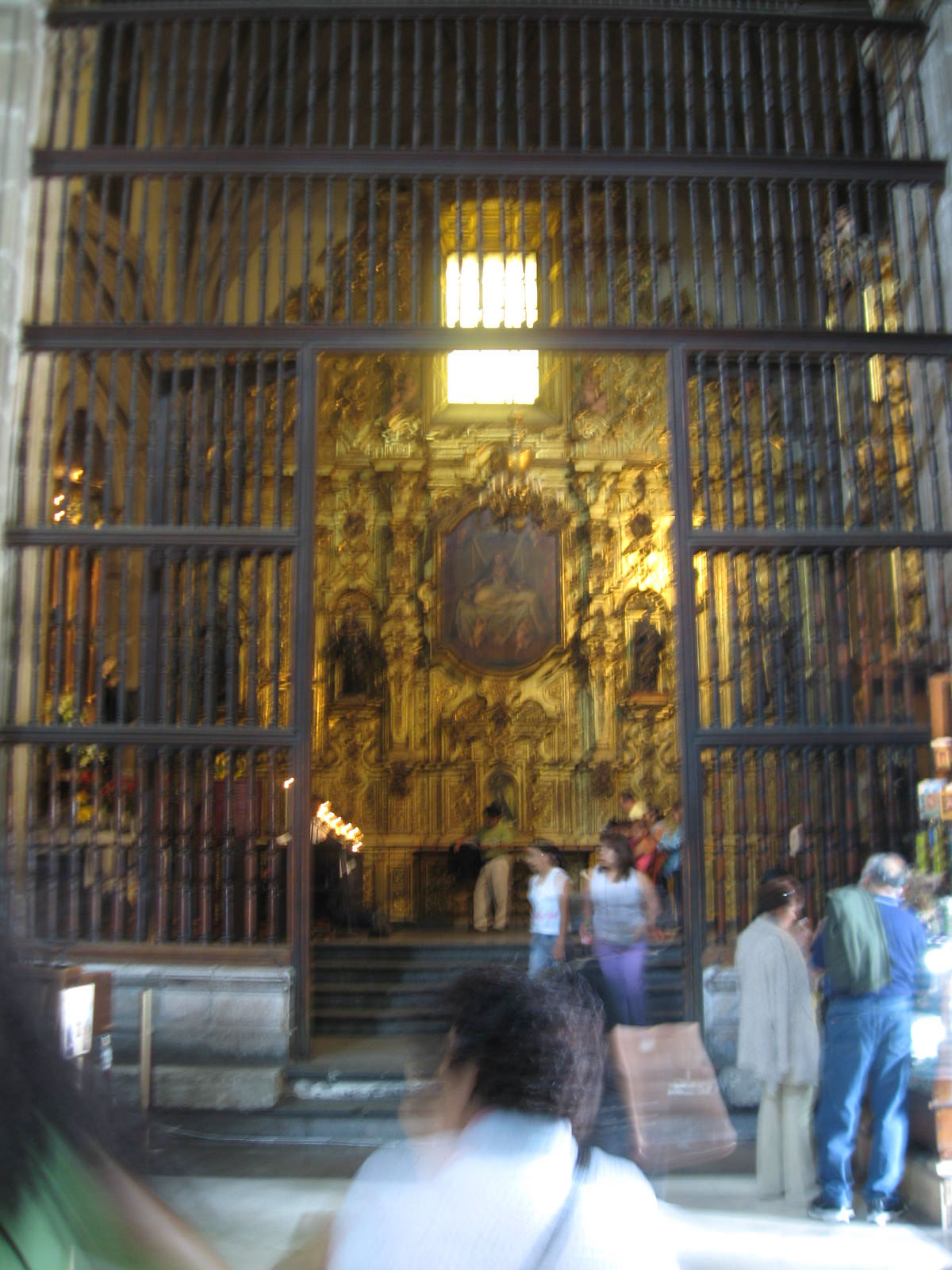
Capella de la Mare de Déu de les Angoixes de Granada

La Capella de la Mare de Déu de les Angoixes de Granada (castellà: Capilla de Nuestra Señora de las Angustias de Granada) va ser construïda a la primera meitat del segle xvii i originalment va servir com a sagristia. Es tracta d'una capella d'estil medieval amb volta de creueria i dos retaules relativament senzills. L'estret retaule conté una pintura ovalada de l'Arcàngel Rafael i el jove Tobies, una pintura del segle xvi atribuïda al pintor flamenc Marten de Vos. A la part superior d'aquest retaule hi ha un quadre de la Mare de Déu del Carme, i a sobre d'aquest un quadre de l'Últim Sopar. Al fons de la capella hi ha un quadre xorigueresc de la Mare de Déu de les Agoixes de Granada.

#### Capella de Sant Isidre
La Capella de Sant Isidre (en castellà: Capilla de San Isidro) fou construïda originàriament com a annex entre 1624 i 1627, i antigament va ser utilitzat com a baptisteri. La seva volta conté motlles de guix que representen la Fe, l'Esperança, la Caritat i la Justícia, considerades com a valors bàsics de la religió catòlica. Després de la construcció del Sagrari, es va reconvertir en capella i es va reelaborar la seva porta en estil xorigueresc.

#### Capella de la Immaculada Concepció

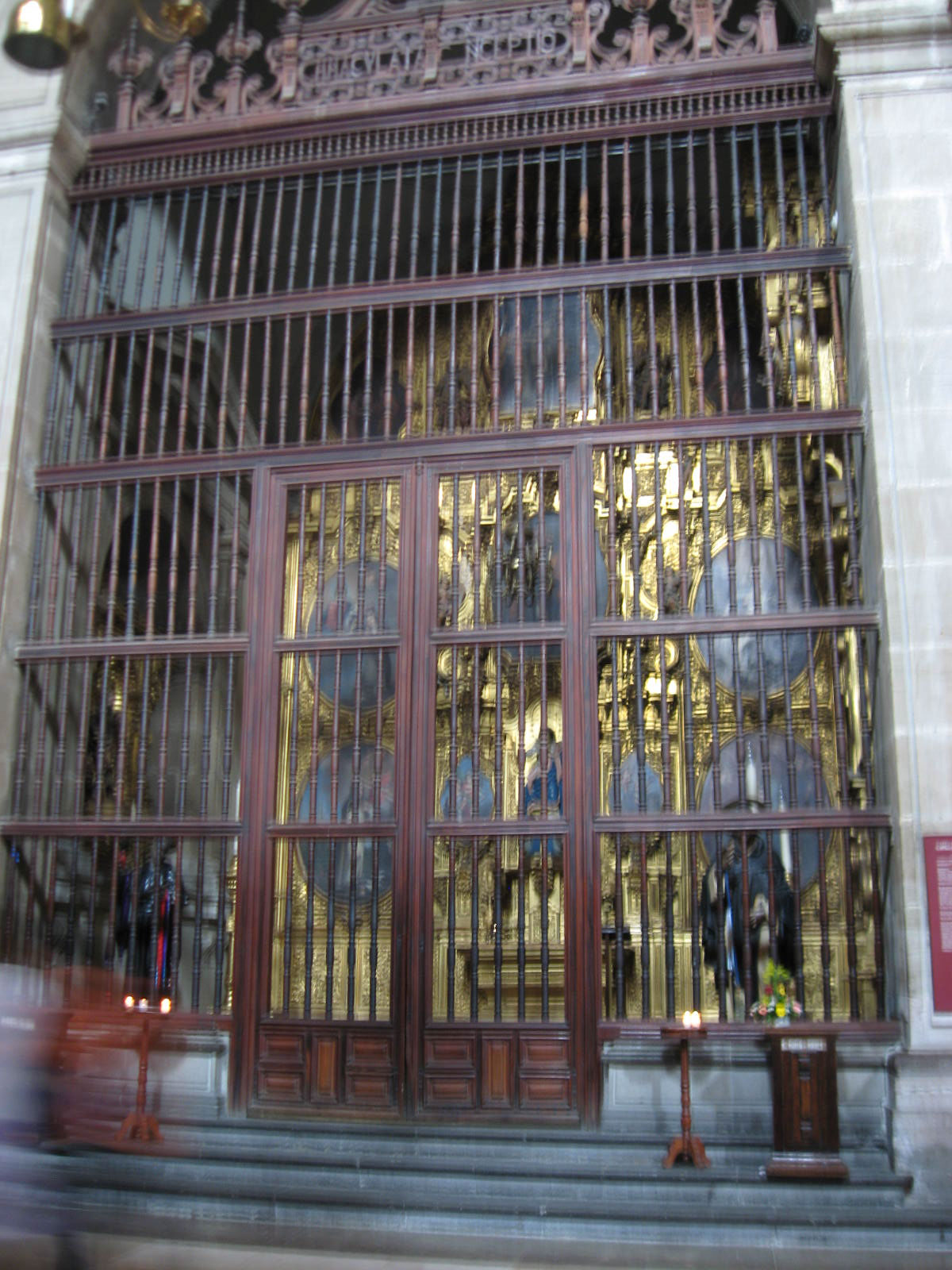
Capella de la Immaculada Concepció

La Capella de la Immaculada Concepció (castellà: Capilla de la Inmaculada Concepción) va ser construïda entre 1642 i 1648. Té un retaule xorigueresc que, per manca de columnes, és molt probable que dati del segle xviii. L'altar està emmarcat amb motllura —en comptes de columnes— i el presideix un quadre de la Immaculada Concepció. L'altar està envoltat de pintures de José de Ibarra relacionades amb la Passió de Crist i diversos sants. La capella també conté un llenç de Sant Cristòfol pintat per Simon Pereyns l'any 1588, i la Flagel·lació de Baltasar d'Echave Orio, pintada l'any 1618. El retaule del costat dret també està dedicat a la Immaculada Concepció i va ser donat pel Col·legi de Sant Pere i Sant Pau. Aquesta capella guarda les restes del frare franciscà valencià Antoni Margil de Jesús que va ser evangelitzat a l'actual nord de Mèxic.

#### Capella de Nostra Senyora de Guadalupe
La Capella de Nostra Senyora de Guadalupe (castellà: Capilla de Nuestra Señora de Guadalupe) va ser construïda l'any 1660. Va ser el primer baptisteri de la catedral i durant molt de temps va ser el lloc de la Confraria del Santíssim Sagrament, que va tenir molts poderosos benefactors. Està decorat en un estil neoclàssic del segle xix per l'arquitecte Antonio González Vázquez, director de l'Acadèmia de Sant Carles. El retaule major està dedicat a la Mare de Déu de Guadalupe i els altars laterals estan dedicats a Joan Baptista i Sant Lluís Gonzaga.

#### Capella de la Mare de Déu de La Antigua

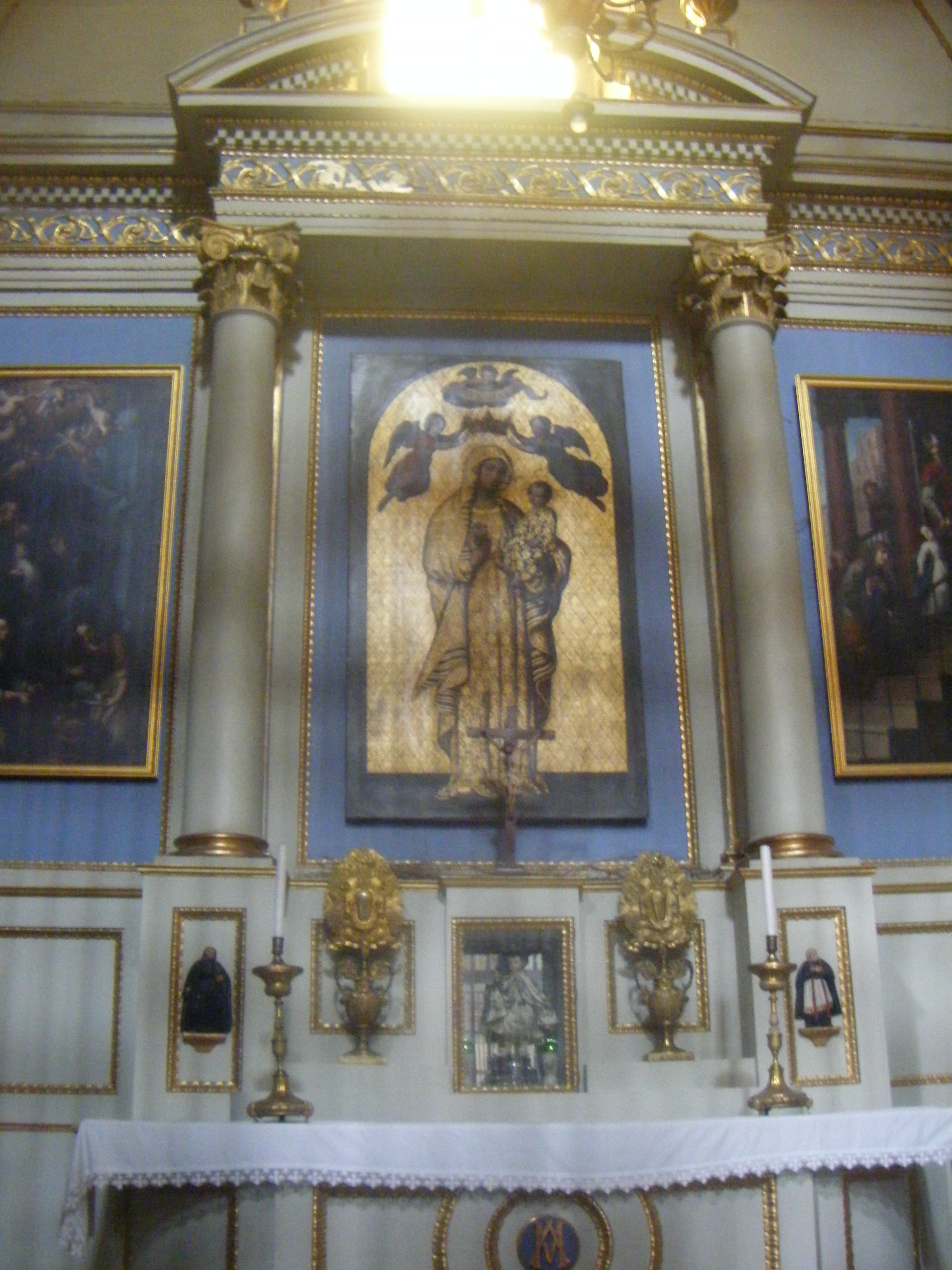
Mare de Déu de La Antigua

La capella de Nostra Senyora de La Antigua (en castellà: Capilla de Nuestra Señora de La Antigua) va ser patrocinat i construït entre 1653 i 1660 per una confraria de músics i organistes, que va promoure la devoció a aquesta Mare de Déu. El seu retaule conté una pintura de la Mare de Déu, còpia d'una trobada a la catedral de Sevilla. Aquesta còpia va ser portada a Nova Espanya per un comerciant. Els altres dos quadres mostren el naixement de la Mare de Déu i la seva presentació. Tots dos van ser pintats per Nicolás Rodríguez Juárez.

#### Capella de Sant Pere
La capella de Sant Pere (en castellà: Capilla de San Pedro) va ser construïda entre 1615 i 1620 i conté tres retaules barrocs molt decorats del segle xvii. L'altar del darrere està dedicat a sant Pere, l'escultura que en presideix l'altar. Està envoltat de pintures de principis del segle xvii relacionades amb la seva vida, pintades per Baltasar de Echave Orio. A la dreta hi ha un retaule dedicat a la Sagrada Família, amb dos quadres de Juan de Aguilera de Florència anomenats La Sagrada Família al taller de Sant Josep i Naixement del Salvador. El retaule de l'esquerra del retaule major està dedicat a Santa Teresa de Jesús la imatge de la qual també apareix a la finestra de la capella. Inclou quatre pintures sobre làmines de metall que representen escenes del naixement de Jesús. Cinc pintures a l'oli il·lustren escenes de la vida de Santa Teresa, i a sobre hi ha una pintura semicircular de la coronació de Maria. Totes aquestes obres van ser creades al segle xvii per Baltasar de Echave y Rioja.
Aquesta capella acull el Niño Cautivo, una figura del Nen Jesús que va ser portat a Mèxic des d'Espanya. Va ser esculpida al segle xvi per Juan Martínez Montañés a Espanya i adquirida per la catedral. No obstant això, de camí a Veracruz, els pirates van atacar el vaixell on es trobava i el van saquejar. Per recuperar la imatge, es va pagar un gran rescat. Avui, la imatge es troba a la capella de Sant Pere o de les Relíquies. Tradicionalment, la imatge ha estat sol·licitada per aquells que busquen l'alliberament de restriccions o trampes, especialment problemes financers o addicció a les drogues o alcoholisme. El culte al Niño Cautivo és considerat «inactiu» per l'INAH. Tanmateix, aquesta imatge en particular ha tornat des de l'any 2000 com a petició quan un membre de la família és segrestat i detingut per obtenir un rescat.

#### Capella del Crist i dels Relicaris

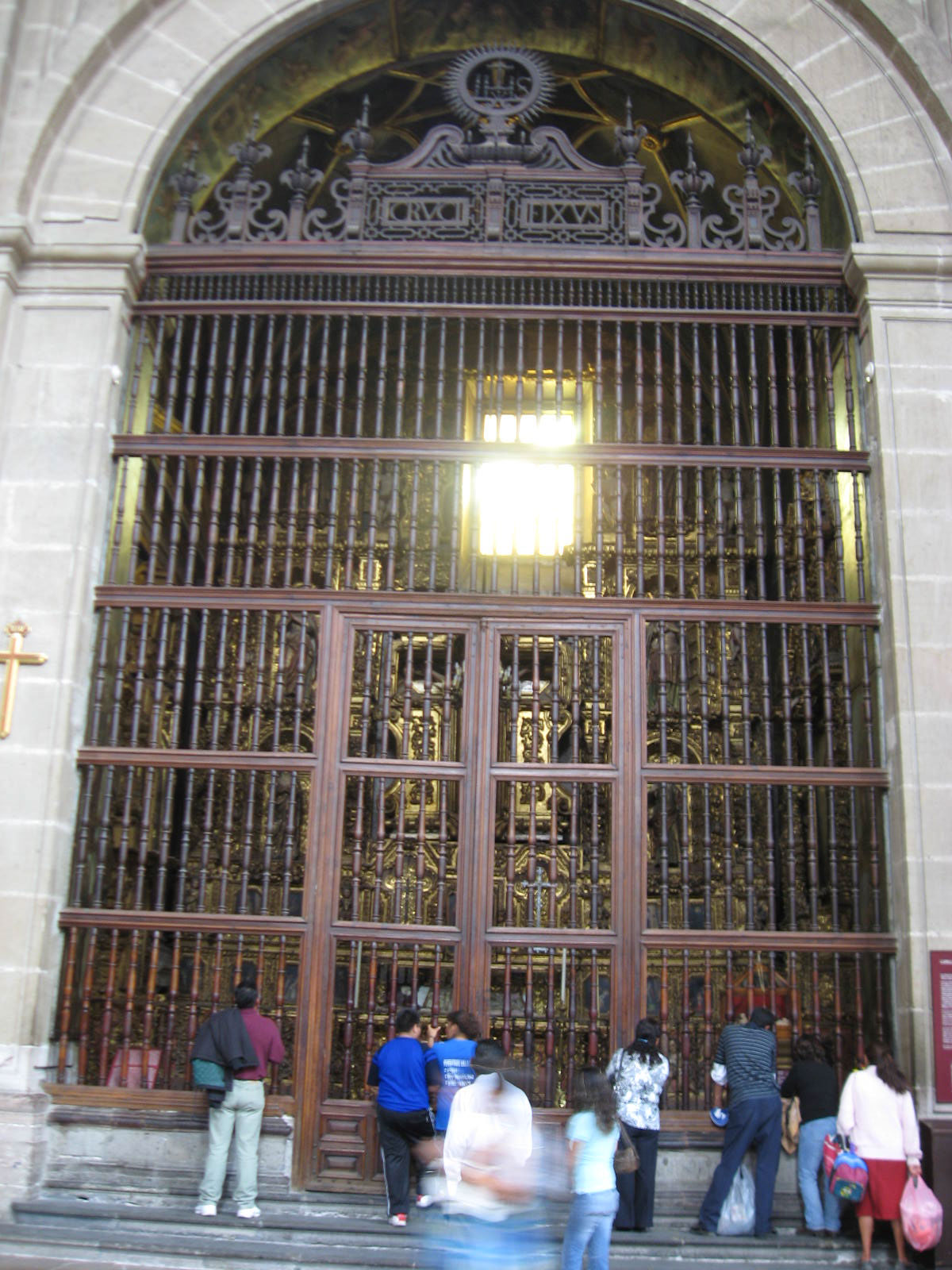
Capella del Crist dels Relicaris

La Capella del Sant Crist i de les Relíquies (en castellà: Capilla del Santo Cristo y de las Reliquias) va ser construïda el 1615 i dissenyada amb detalls ultrabarrocs que sovint són difícils de veure a l'interior poc il·luminat. Originàriament era coneguda com el Crist dels Conqueridors. Aquest nom prové d'una imatge de Crist que suposadament va ser donada a la catedral per l'emperador Carles V. Amb el temps, es van anar col·locant tants reliquiaris a l'altar major que finalment se li va canviar el nom. Amb ornamentació del segle xvii, el retaule major alterna talles de ric fullatge i caps petits a les seves columnes a la part principal i petites escultures d'àngels als seus telamons a la part secundària. Els seus nínxols contenen escultures de sants que emmarquen el cos principal. El seu crucifix és del segle xvii. La predel·la està acabada amb escultures d'àngels, i també conté petites pintures de sants màrtirs de Juan de Herrera. Darrere d'aquestes pintures, compartiments ocults contenen alguns dels nombrosos reliquiaris que hi ha quedat. La seva pintura principal va ser realitzada per José de Ibarra i datada l'any 1737. Al voltant de l'altar hi ha una sèrie de pintures sobre tela, que representen la Passió de Crist de José Villegas, pintades al segle xvii. A la paret de la dreta, un altar dedicat a la Mare de Déu de la Confiança està decorat amb nombroses figuretes xorigueresques amagats en nínxols, columnes i peces superiors.

#### Capella dels Àngels
La capella dels Àngels (castellà: Capilla de los Ángeles) es va acabar el 1665 amb retaules barrocs decorats amb columnes salomòniques. Està dedicada a l'arcàngel Miquel, representat com un cavaller medieval. Conté un gran retaule major amb dos retaules més petits ambdós decorats per Juan Correa. El retaule major està dedicat als set arcàngels, representats per escultures, en nínxols que envolten les imatges de Sant Josep, Maria i Crist. A sobre d'aquesta escena hi ha l'Esperit Sant i Déu Pare. El retaule de l'esquerra té un disseny similar i està dedicat a l'Àngel Custodi, l'escultura del qual està envoltada de quadres disposats per mostrar la jerarquia angelical. A l'esquerra d'aquesta, una escena mostra sant Pere sortint de la presó, i a la dreta, Saül, després sant Pau, assolit del seu cavall, pintat per Juan Correa l'any 1714. El retaule de la dreta està dedicat a l'Àngel Custodi de Mèxic.

#### Capella de Sant Cosme i Sant Damià
Capella de Sant Cosme i Sant Damià (en castellà: Capilla de San Cosme y San Damián) es va construir perquè aquests dos sants eren invocats habitualment durant una època en què la Nova Espanya patia les nombroses malalties portades pels conqueridors. El retaule major és barroc, construït probablement al segle xvii. Les pintures a l'oli sobre fusta contenen escenes de sants metges, i s'atribueixen al pintor Sebastián López Dávalos, durant la segona meitat del segle xvii. La capella conté un petit retaule procedent de l'església franciscana de Zinacantepec, a l'oest de Ciutat de Mèxic, i està dedicat al naixement de Jesús.

#### Capella de Sant Josep

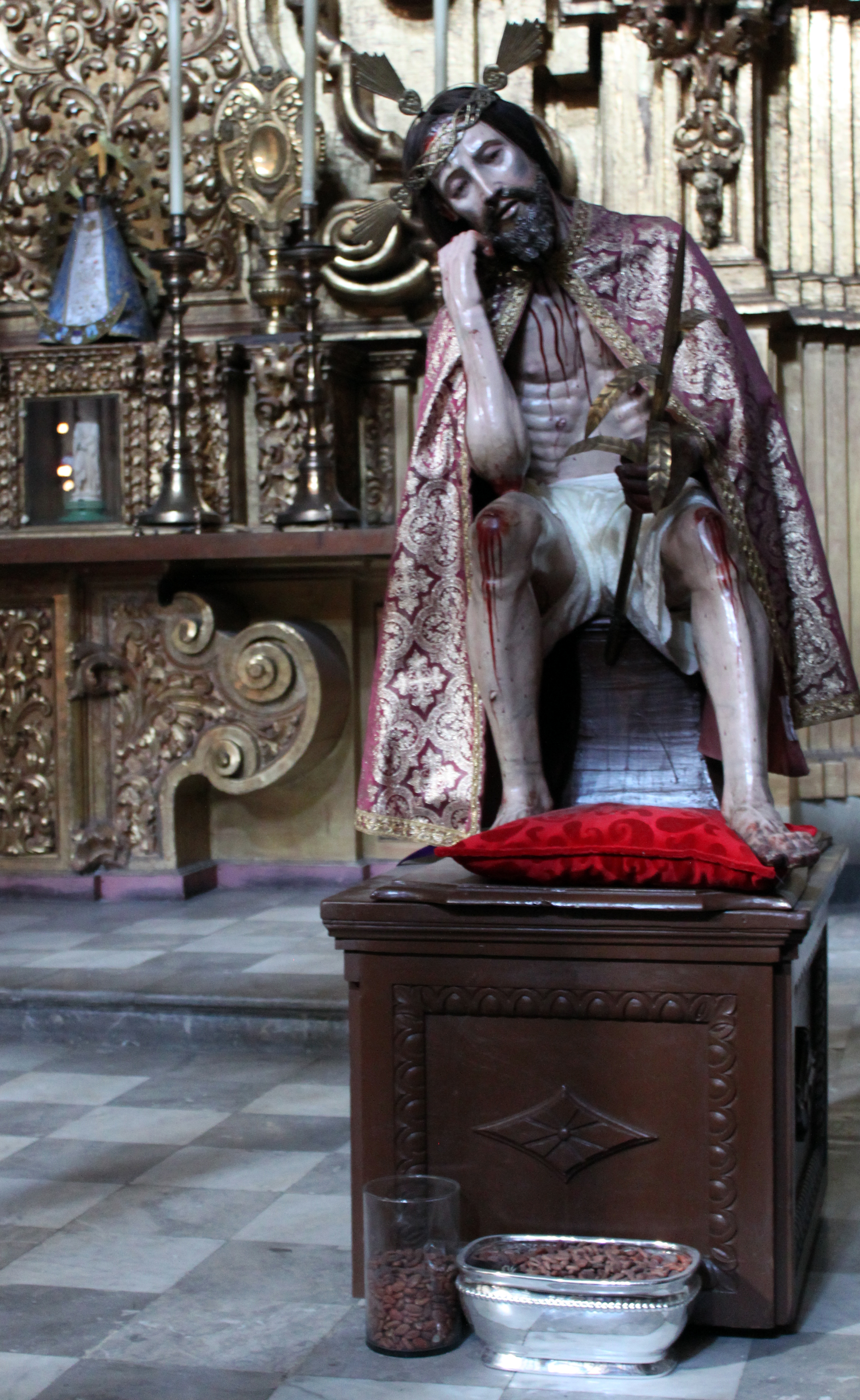
Senyor dels grans de cacau

La capella de Sant Josep (en castellà: Capilla de San José), construïda entre 1654 i 1660, conté una imatge de Nostre Senyor del Cacau, una imatge de Crist probablement del segle xvi. El seu nom es va inspirar en una època en què molts adoradors indígenes donaven la seva almoina en forma de grans de cacau. D'estil xorigueresc i que conté una estàtua pintada de Sant Josep, patró de Nova Espanya, el retaule major és barroc i és del segle xviii. Aquesta va pertànyer a l'església de la Mare de Déu de Montserrat. Aquest altar conté estàtues i cubicles que contenen busts dels apòstols, però no conté pintures.

#### Capella de Nostra Senyora de la Solitud

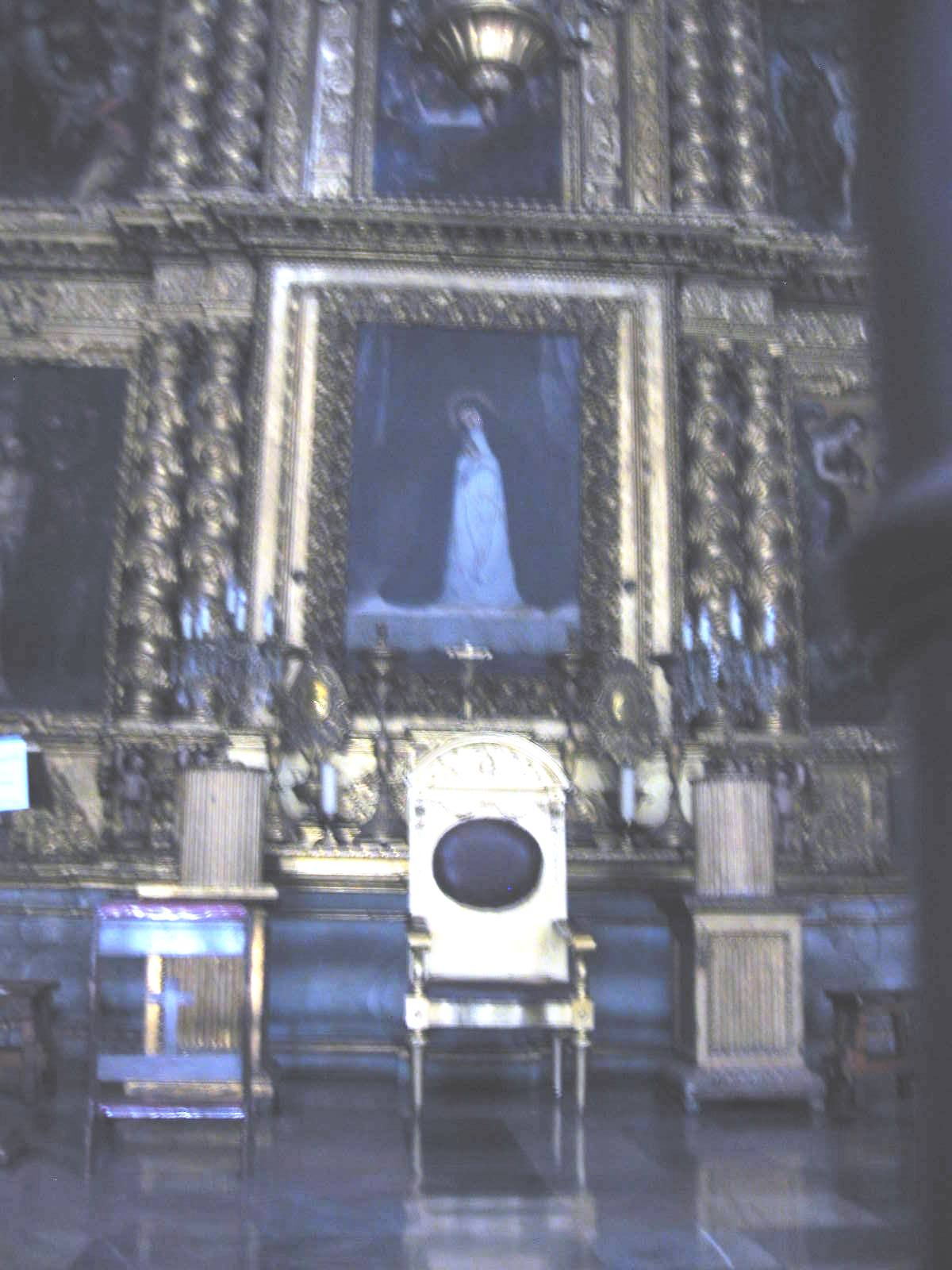
Imatge de la Mare de Déu de la Solitud

La capella de Nostra Senyora de la Solitud (en castellà: Capilla de Nuestra Señora de la Soledad) es va construir originàriament en honor als obrers que van construir la catedral. Conté tres retaules barrocs. El retaule major està sostingut per cariàtides i angelets que fan de telamons, per sostenir la base del cos principal. Està dedicada a la Mare de Déu de la Soledat d'Oaxaca, la imatge de la qual apareix al centre. Els voltants setze les pintures del segle són de Pedro Ramírez, i representen escenes de la vida de Crist.

#### Capella de Sant Eloi
La capella de Sant Eloi (en castellà: Capilla de San Eligio), també coneguda com la Capella del Senyor del Bon Comiat (en castellà: Capilla del Señor del Buen Despacho), va ser construïda pel primer gremi d'argenters, que va fer donació de les imatges de la Concepció i Sant Eloi a qui antigament estava dedicada la capella. La capella va ser redecorada el segle xix, i aquí es va col·locar la imatge de Nostre Senyor del Bon Comiat, anomenada així, ja que molts suplicants van informar que les seves pregàries havien contestat ràpidament. Es creu que la imatge és del segle xvi i enviat com a obsequi de Carles V d'Espanya.

#### Capella de la Mare de Déu dels Dolors
La capella de la Mare de Déu dels Dolors (en castellà: Capilla de Nuestra Señora de los Dolores), antigament coneguda com la Capella de la Santa Cena (en castellà: Capilla de la Santa Cena), va ser construït el 1615. Originàriament, es va dedicar a l'Últim Sopar, ja que una vegada s'hi havia guardat un quadre d'aquest esdeveniment. Posteriorment, va ser remodelat en estil neoclàssic, amb tres retaules afegits per Antonio González Velázquez. El retaule major conté una imatge de la Mare de Déu dels Dolors esculpida en fusta i pintada per Francisco Terrazas, a instàncies de l'emperador Maximilià I de Mèxic. A la paret de l'esquerra, una escala condueix a una sèrie de criptes que contenen la majoria de les restes dels antics arquebisbes de Mèxic. La més gran i més gran d'aquestes criptes conté les restes de Juan de Zumárraga, el primer arquebisbe de Mèxic.

#### Capella del Senyor del Bon Comiat

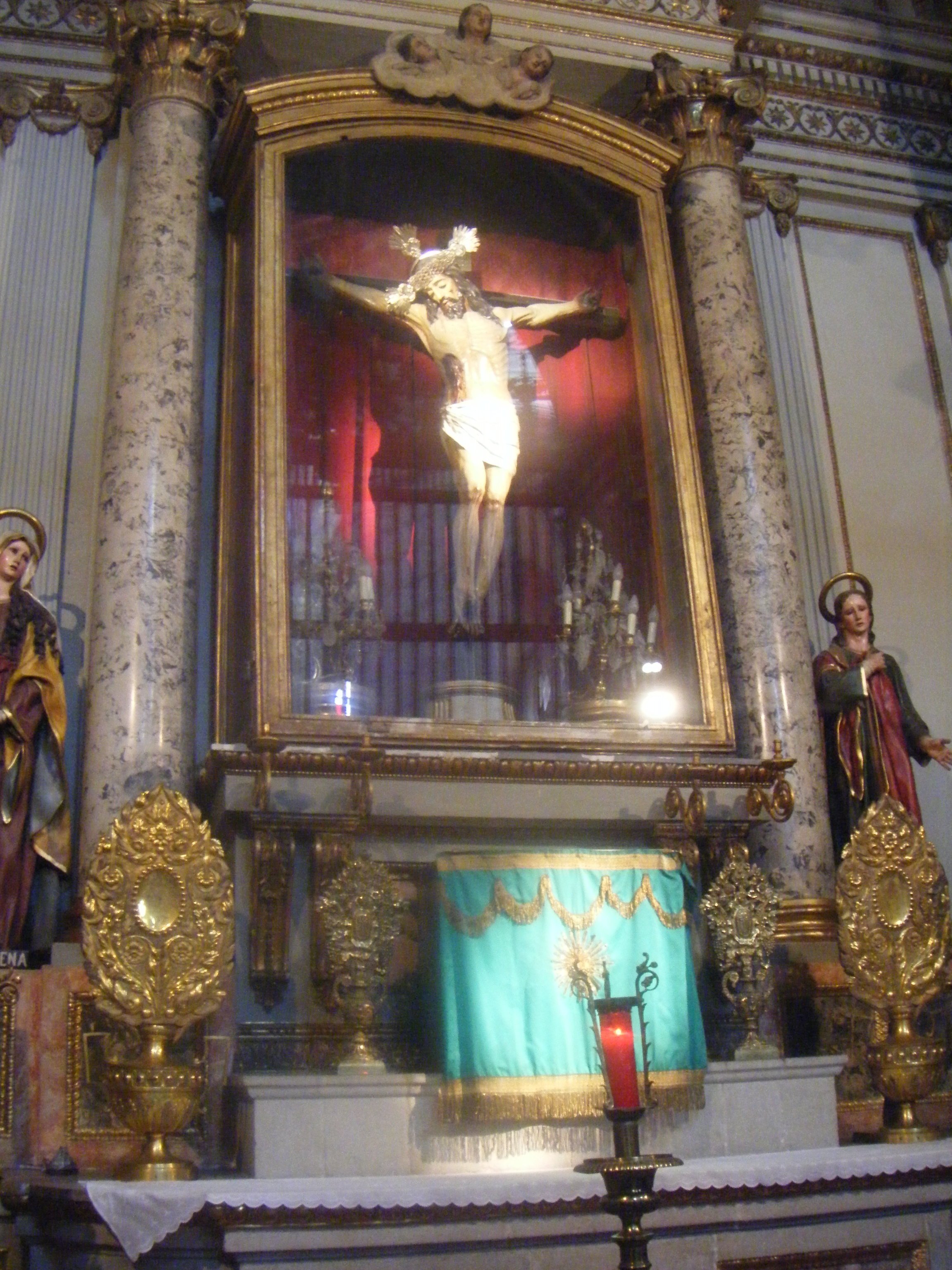
El Senyor del Bon Comiat

La capella del Senyor del Bon Comiat (castellà: Capilla del Señor del Buen Despacho) es va estrenar el 8 de desembre de 1648 i va ser dedicada al gremi d'argenters, que va col·locar dues imatges de plata massissa, una de Puríssima Concepció i una altra de Sant Eloi. La decoració de tota la capella és d'estil neoclàssic i pertany a la primera meitat del segle xix.

#### Capella de Sant Felip de Jesús

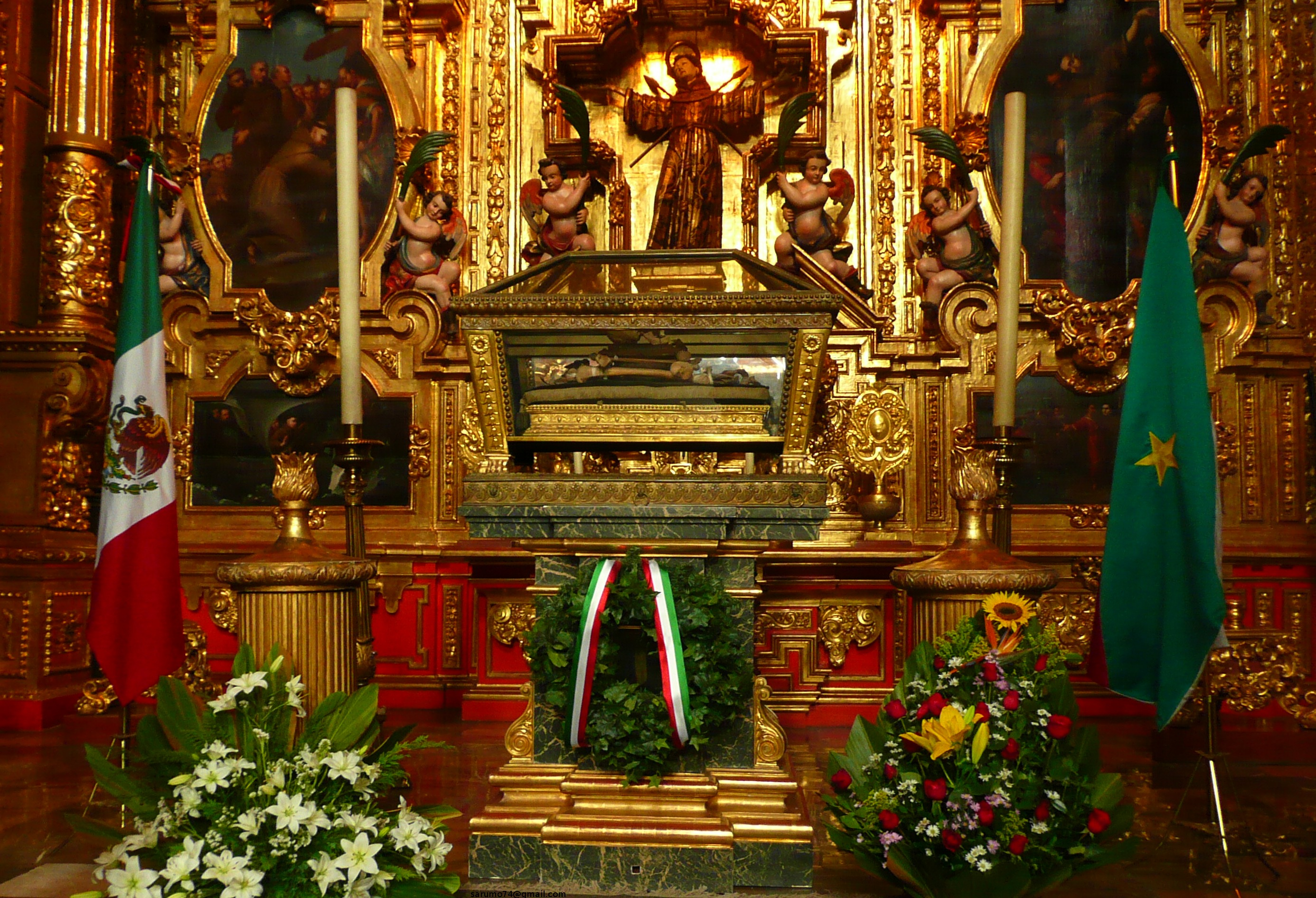
Celebració litúrgica en honor a l'Emperador i el general Agustín de Iturbide a la Catedral Metropolitana el 27 de setembre de 2010, amb motiu de les celebracions del bicentenari de l'inici de la Guerra de la Independència de Mèxic, es va realitzar les seves restes d'esquelet.

La Capella de Sant Felip de Jesús (en castellà: Capilla de San Felipe de Jesús) es va completar durant una de les primeres etapes de la construcció de la catedral. Està dedicat a Felip de Jesús, un frare i únic màrtir de Nova Espanya, que va ser crucificat al Japó. La capella està rematada amb una cúpula d'estil gòtic i té un retaule barroc del segle xvii. Una estàtua del sant es troba en una gran fornícula del retaule. L'altar de l'esquerra està dedicat a Santa Rosa de Lima, considerada protectora de la Ciutat de Mèxic. A la dreta hi ha una urna que guarda les restes d'Agustí de Iturbide, que va governar breument Mèxic entre 1822 i 1823. Al costat d'aquesta capella hi ha una pila baptismal, on es creu que va ser batejat Felip de Jesús. Aquí es conserva el cor d'Anastasio Bustamante. En aquesta capella hi ha una escultura al·lusiva al primer sant mexicà: Sant Felip de Jesús. Aquesta obra, tal com veuen molts crítics d'art, és l'escultura esculpida més elaborada, tallada i policromada d'Amèrica Llatina.

### Orgues
La catedral ha tingut potser una dotzena d'orgues al llarg de la seva història. La més antiga s'esmenta en un informe escrit al rei d'Espanya el 1530. Sobreviuen pocs detalls dels primers orgues. Els noms dels constructors comencen a aparèixer a finals del segle xvi. La disposició més antiga que es conserva és per a l'orgue Diego de Sebaldos construït el 1655. El primer gran orgue per a la catedral de Ciutat de Mèxic va ser construït a Madrid entre 1689 i 1690 per Jorge de Sesma i instal·lat per Tiburcio Sanz entre 1693 i 1695. Ara en té dos, que van ser fets a Mèxic per l'espanyol José Nassarre, i acabats el 1736, incorporant elements de l'orgue del segle xvii. Són els orgues del segle xviii més grans d'Amèrica; estan situats per sobre dels murs del cor, al costat de l'epístola (est) i al costat de l'evangeli (oest). Tots dos orgues, malmesos per un incendi el 1967, van ser restaurats el 1978. Com que tots dos havien caigut de nou en mal estat, l'orgue de l'evangeli va ser restaurat de nou del 2008 al 2009 per Gerhard Grenzing; la restauració de l'orgue de l'epístola, també per Grenzing, es va acabar el 2014, i ara tots dos funcionen.

### Cor
El cor és on el capellà i/o un grup coral canta els salms. Es troba a la nau central entre la porta principal i l'altar major, i construïda de manera semicircular, com les catedrals espanyoles. Va ser construït per Juan de Rojas entre 1696 i 1697.Els seus costats en contenen cinquanta-nou relleus de diversos sants fets en caoba, noguera, cedre i una fusta autòctona anomenada tepehuaje. La barana que envolta el cor va ser feta el 1722 per Sangley Queaulo a Macau i col·locada a la catedral el 1730.

Choir and organs
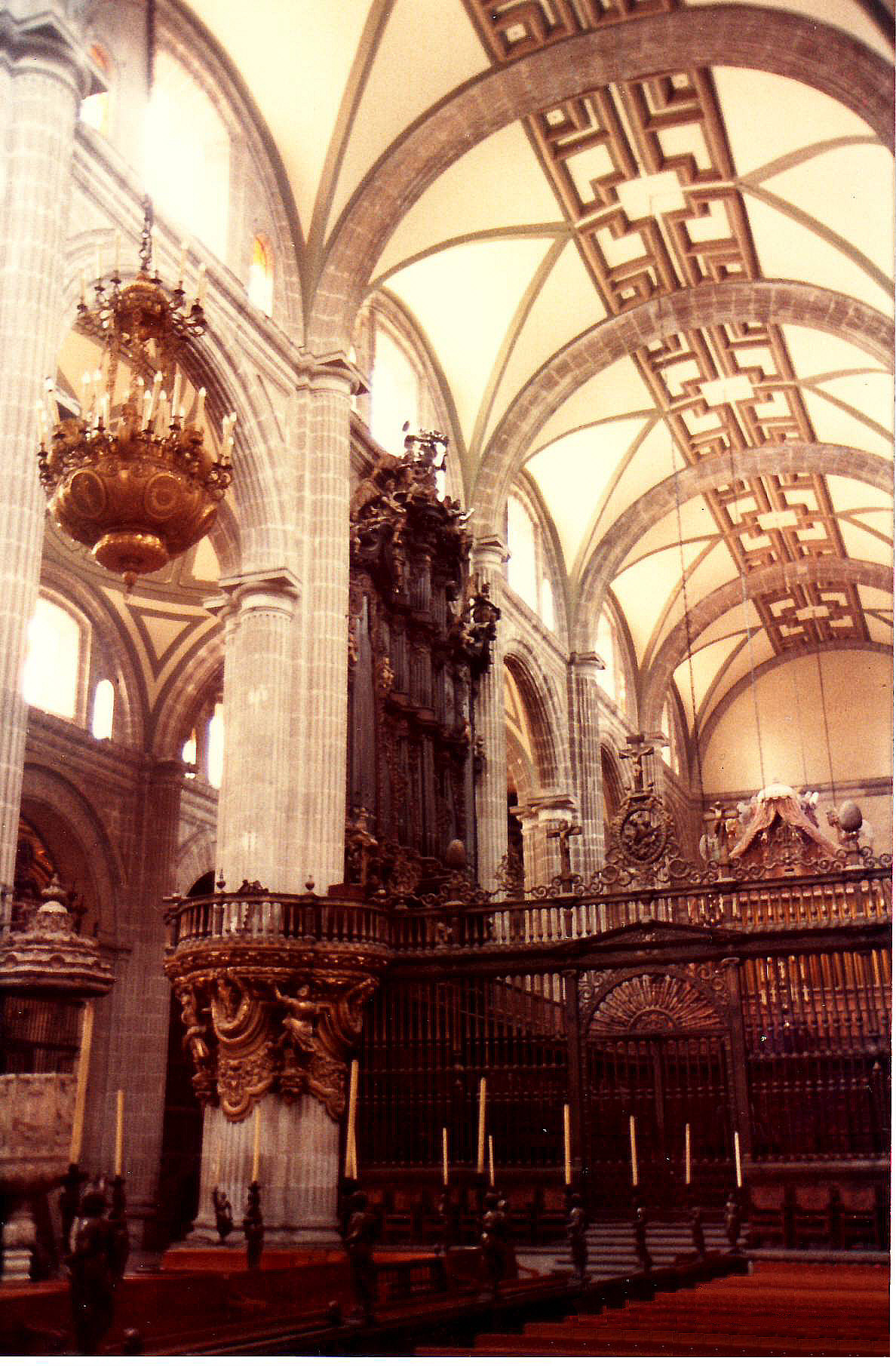
Vista de la reixa del cor
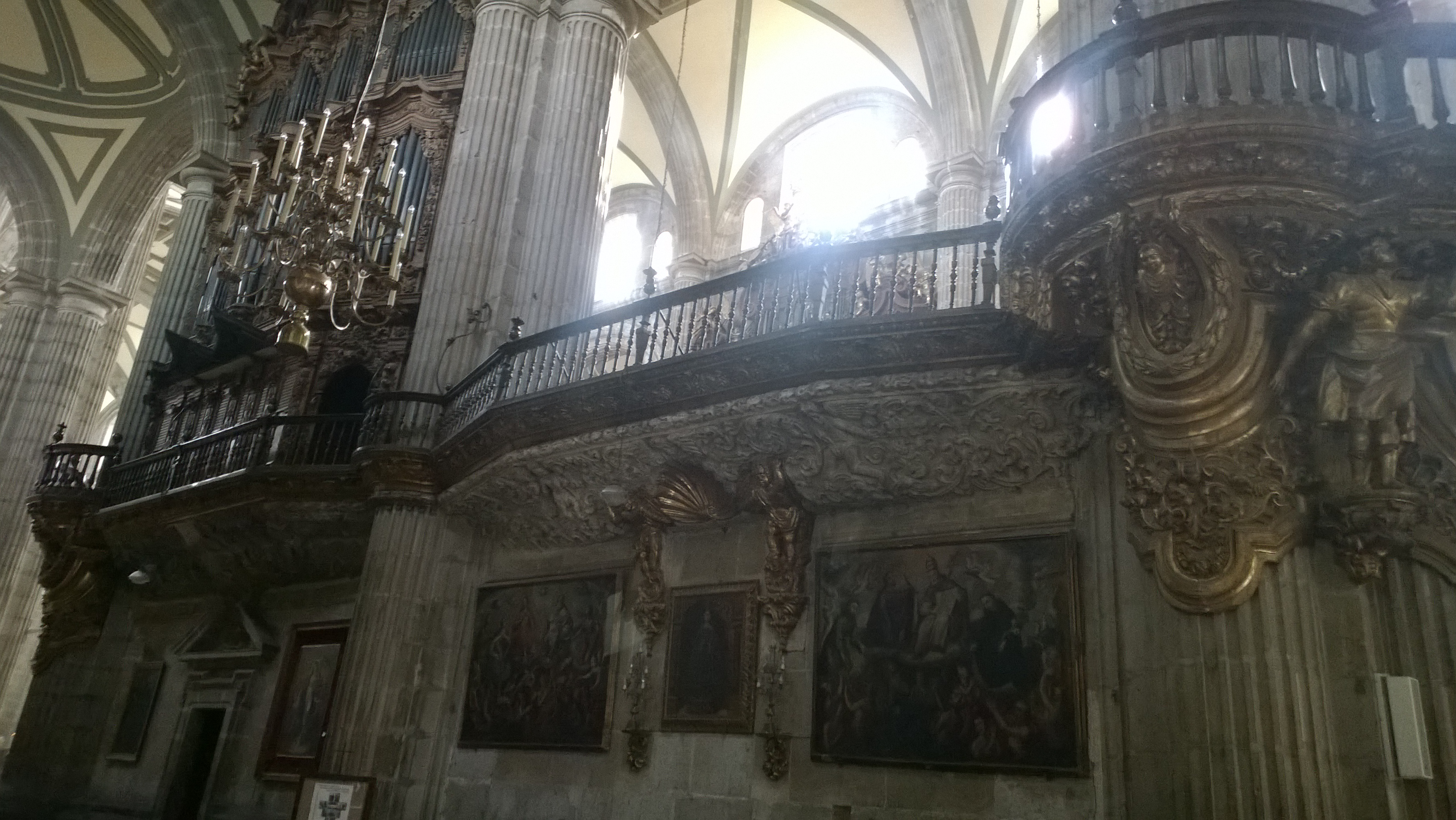
Vista de la paret lateral del cor
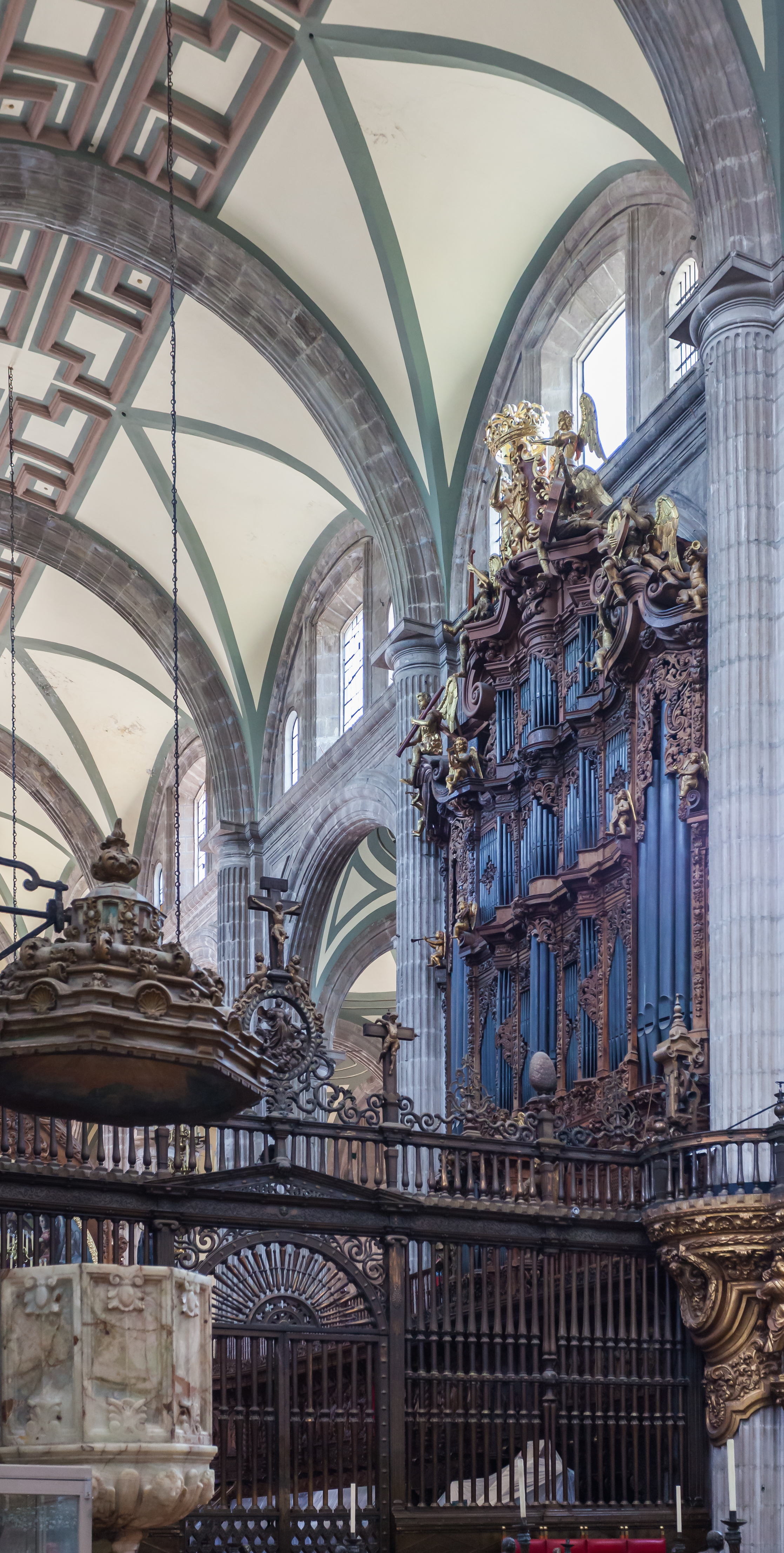
Òrgan
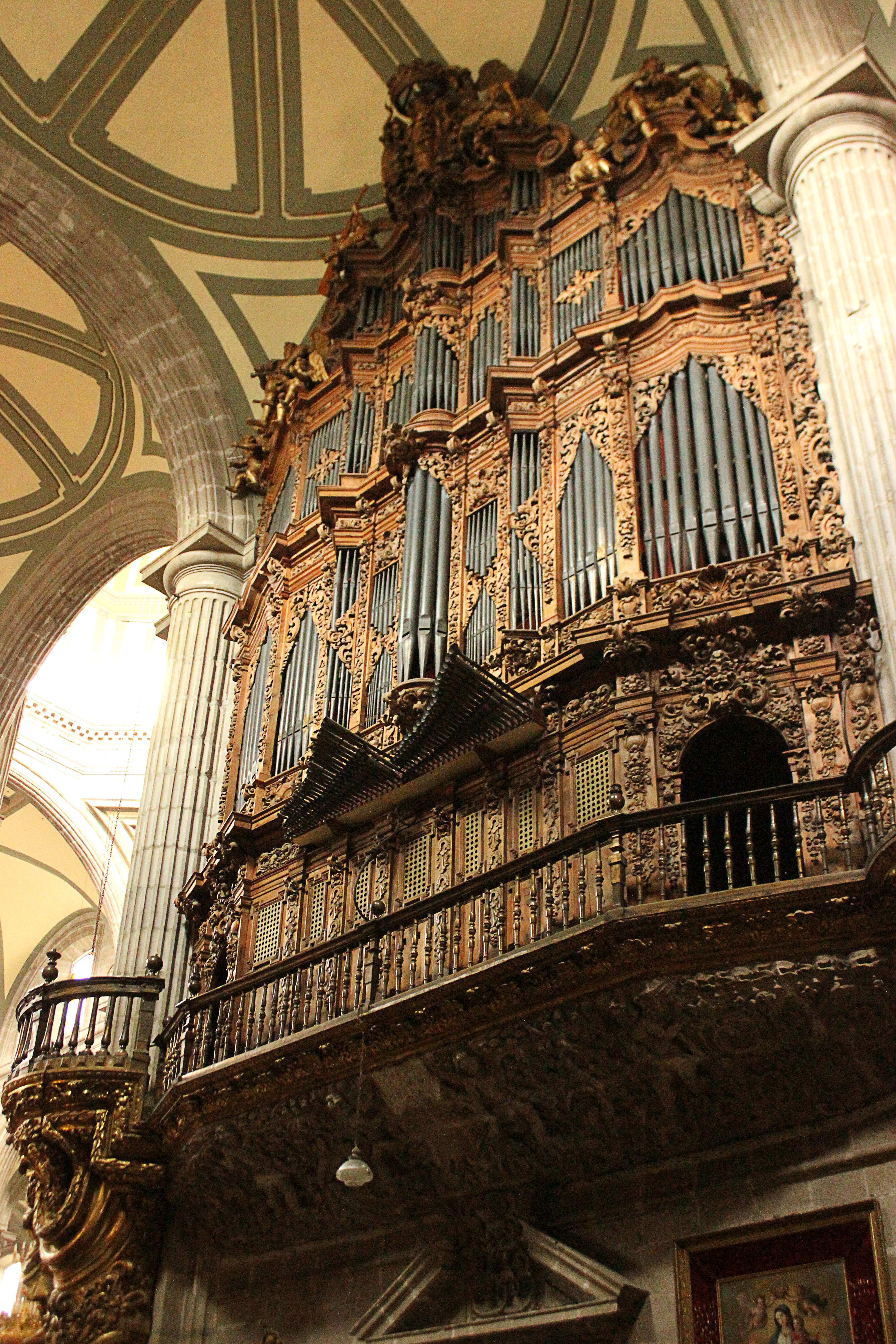
Vista de l'orgue espanyol
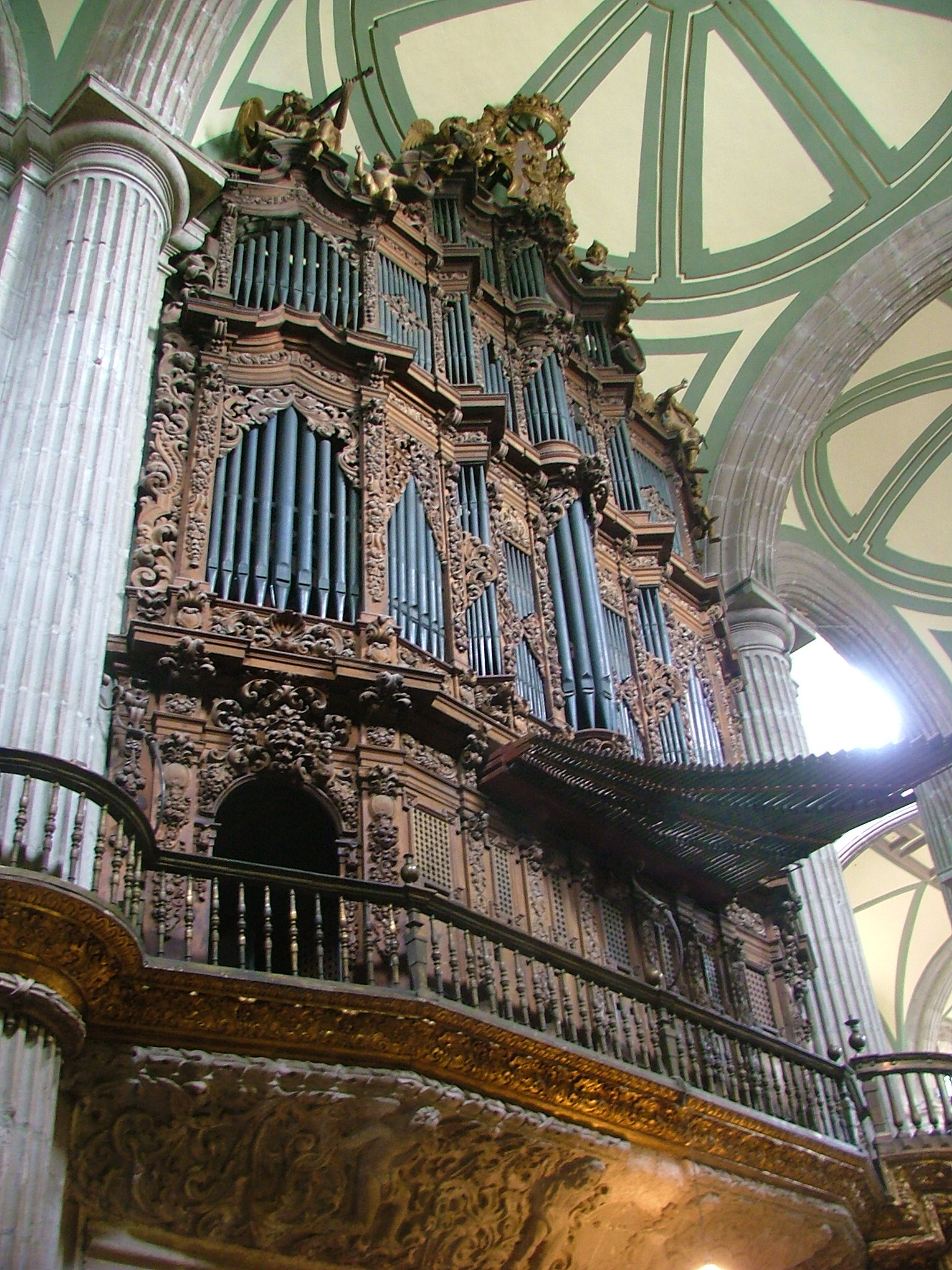
Vista de l'orgue mexicà
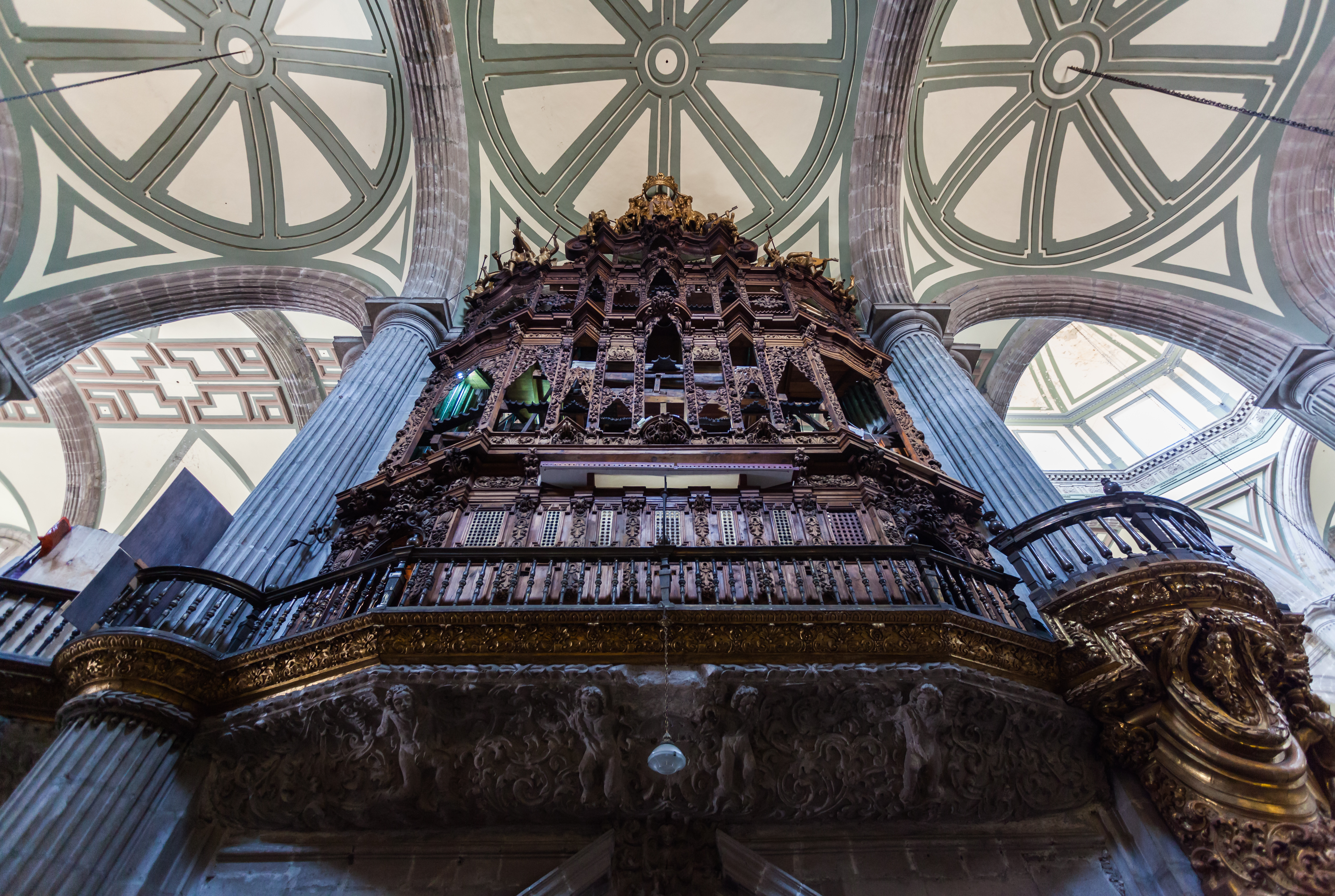
Vista d'una caixa d'orgue des de fora de la zona del cor

### Cripta
La Cripta dels Arquebisbes es troba sota el pis de la catedral, sota l'Altar dels Reis. L'entrada a la cripta des de la catedral està custodiada per una gran porta de fusta darrere de la qual baixa una escala de sinuoses grogues. Just després de l'entrada interior hi ha una calavera de pedra d'estil mexica. Es va incorporar com a ofrena a la base d'un cenotafi a Juan de Zumárraga, el primer arquebisbe de Mèxic. Zumárraga era considerat un benefactor dels indis, protegint-los dels abusos dels seus senyors espanyols. També hi ha una escultura de mida natural de l'arquebisbe dalt del cenotafi.
A les seves parets hi ha desenes de plaques de bronze que indiquen la ubicació de les restes de la majoria dels antics arquebisbes de la Ciutat de Mèxic, inclòs el cardenal Ernesto Corripio y Ahumada. El terra està cobert amb petites lloses de marbre que cobreixen nínxols que contenen les restes d'altres persones.

La catedral conté altres criptes i nínxols on hi ha enterrats altres personatges religiosos, fins i tot a les capelles.

Crypt of the Archbishops of Mexico
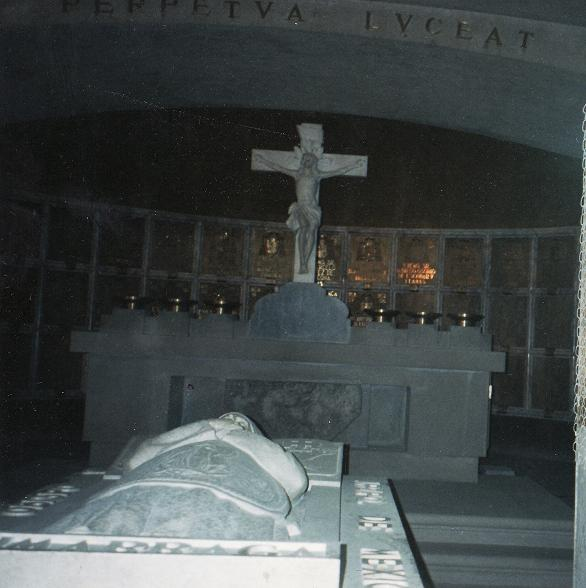
La cripta
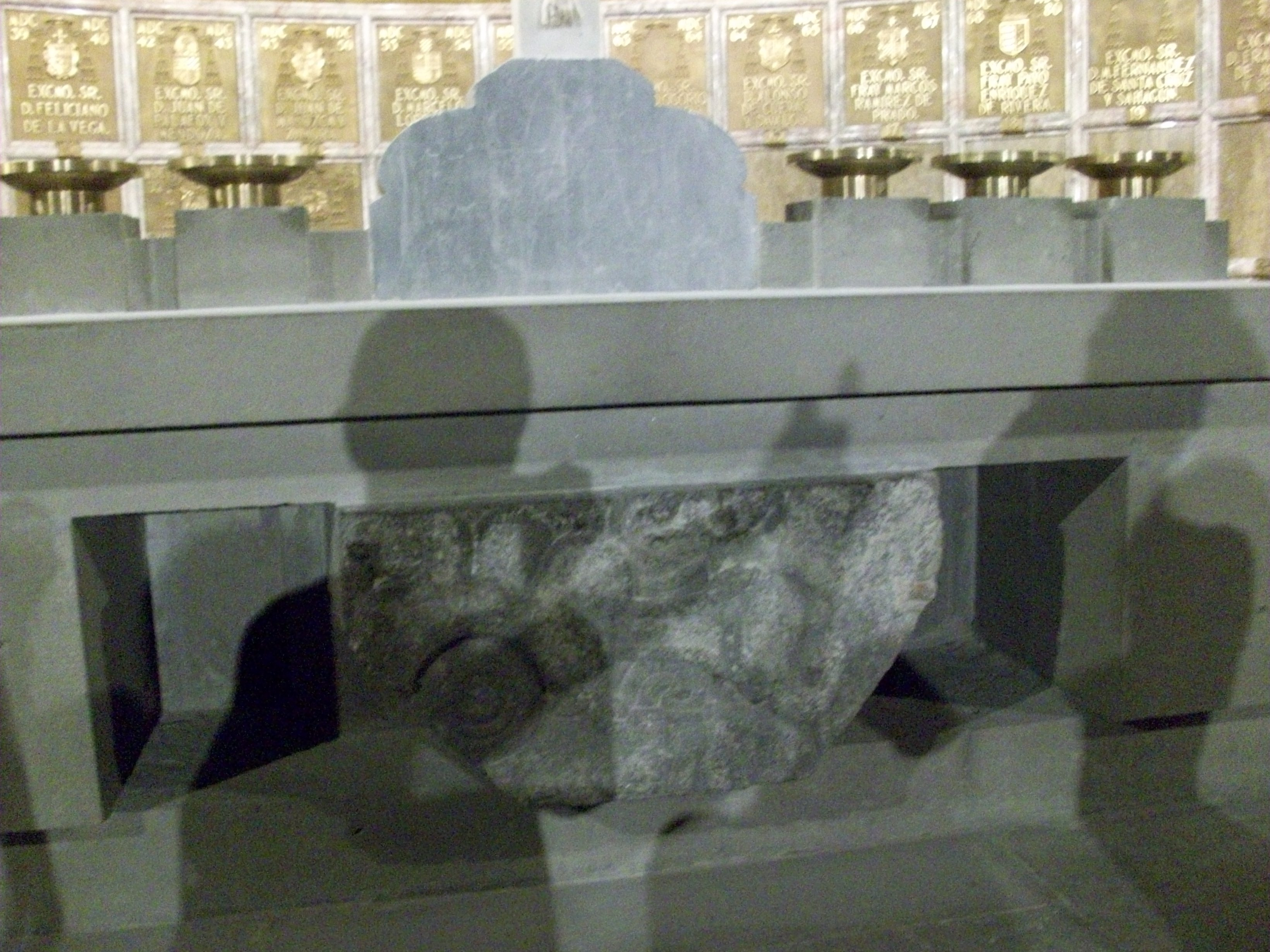
Estela prehispànica
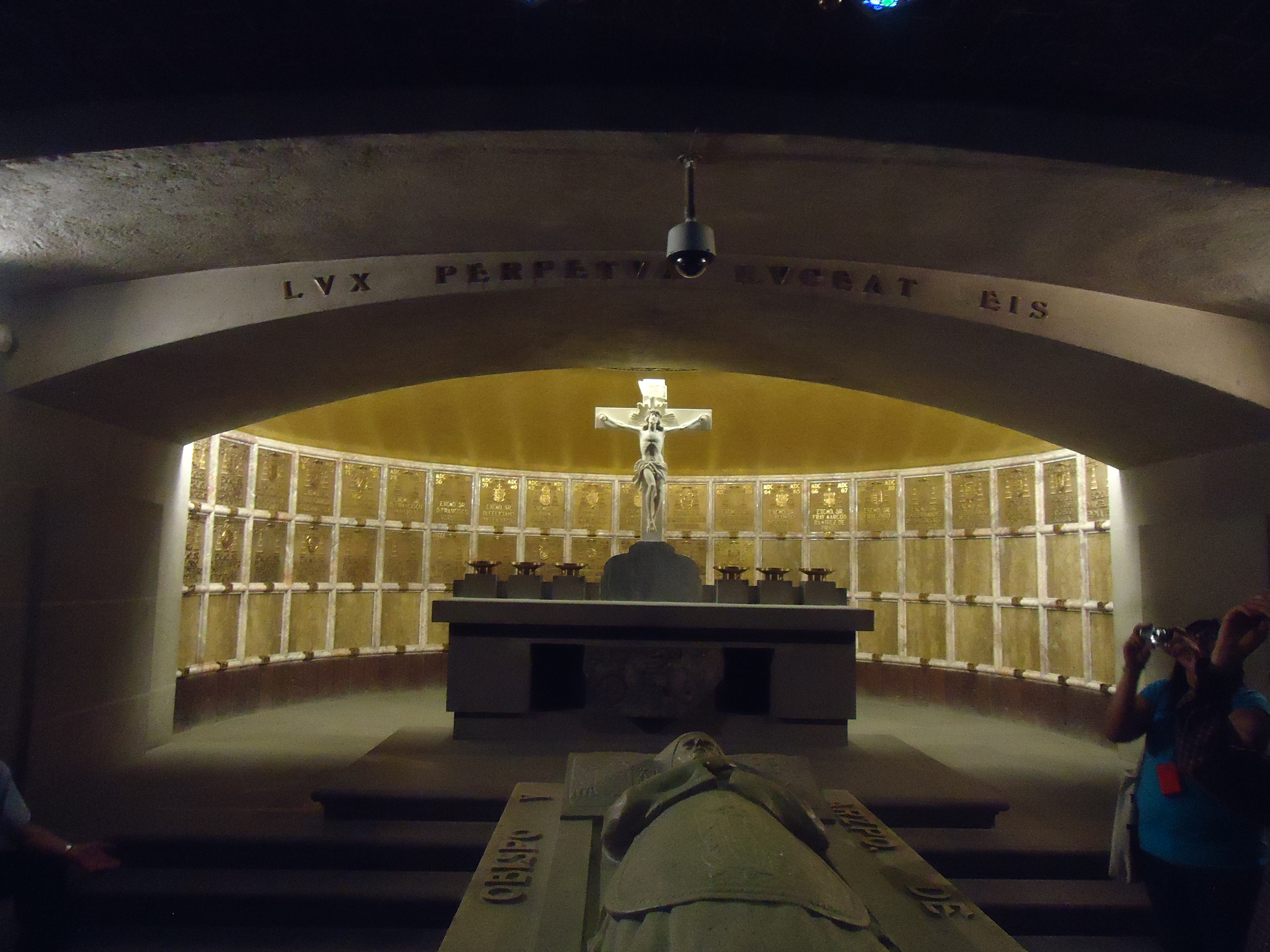
Una cripta
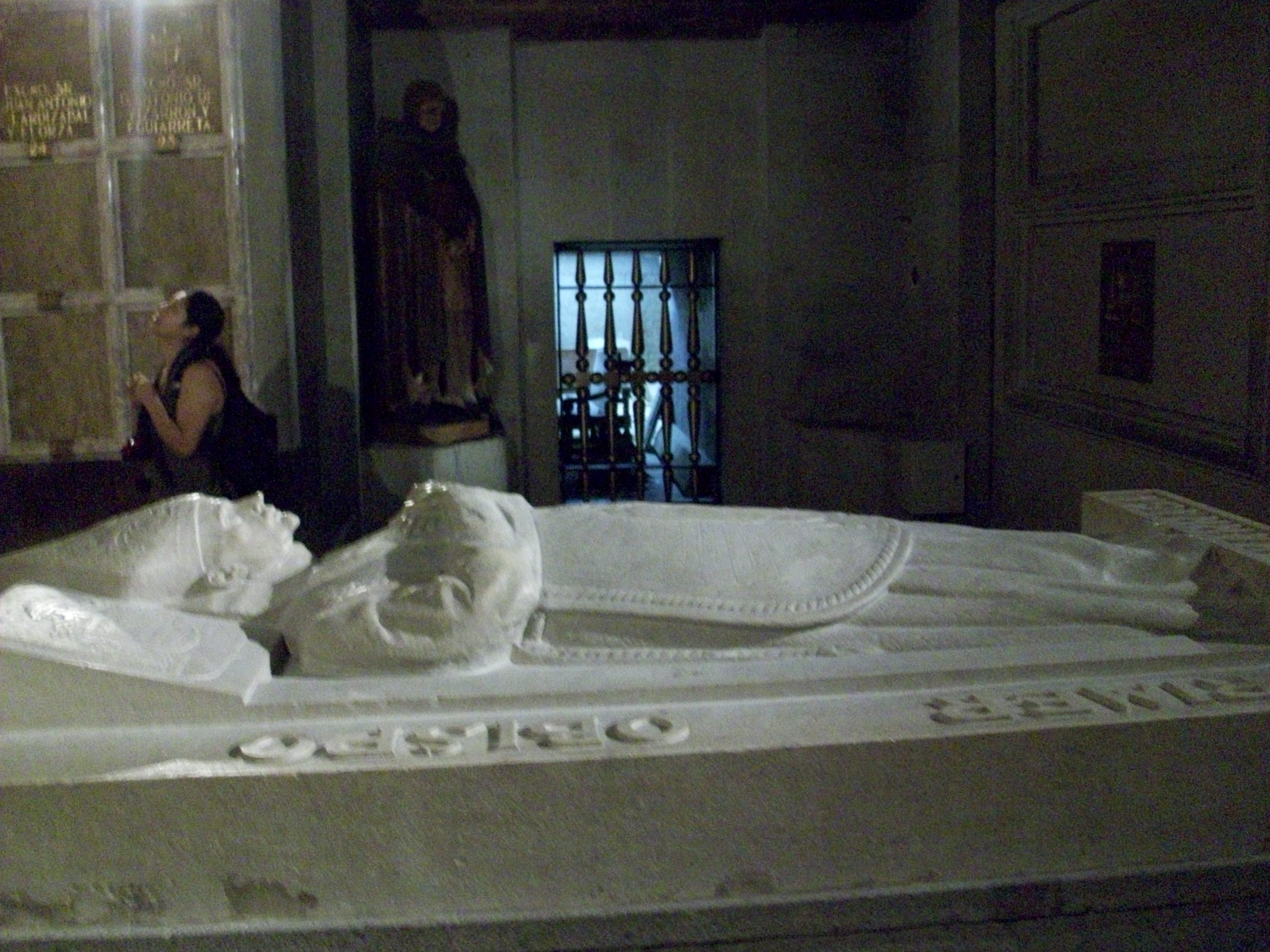
Estàtua de Zumárraga
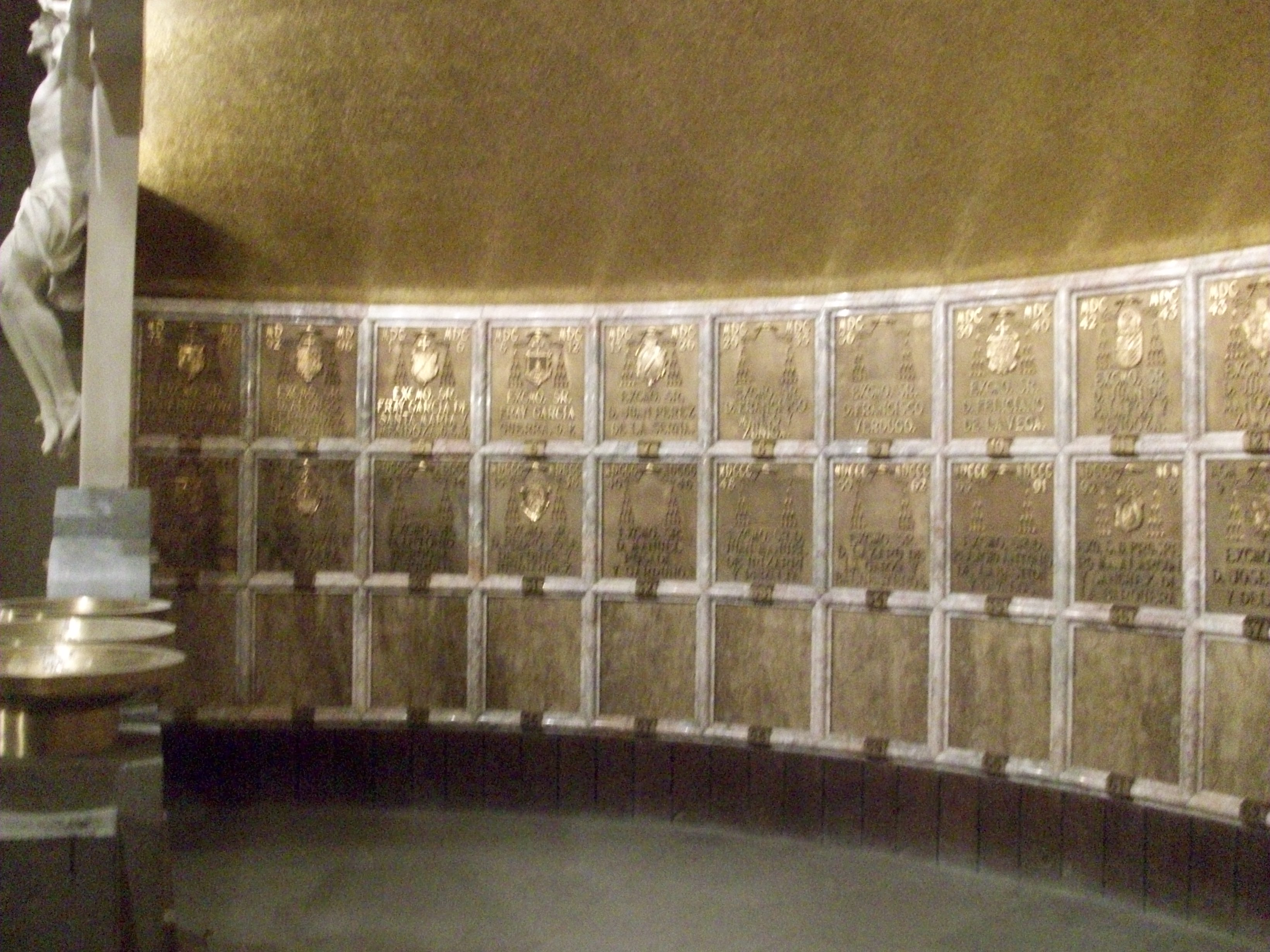
Nínxols dels arquebisbes

## Restauració
L'enfonsament del terreny i l'activitat sísmica de la zona han afectat la construcció i l'aspecte actual de la catedral. Es van necessitar quaranta-dos anys simplement per posar-ne els fonaments quan es va construir per primera vegada, perquè fins i tot llavors els espanyols van reconèixer el perill de construir un monument tan enorme en un sòl tou. No obstant això, per motius polítics, gran part de la catedral es va construir sobre les restes d'estructures prehispàniques, la qual cosa va donar lloc a un fonament desigual des del principi.

### Incendi de 1967
El 17 gener 1967 a les 21:00, un incendi provocat per un curtcircuit elèctric va causar importants danys a la catedral. A l'Altar del Perdó, gran part de l'estructura i la decoració van quedar malmeses, inclosa la pèrdua de tres quadres; La Santa Faç d'Alonso López de Herrera, El Martiri de Sant Sebastià de Francisco de Zumaya i La Mare de Déu del Perdó de Simon Pereyns. La secció del cor va perdre 75 dels 99 seients i un quadre de Juan Correa juntament amb molts llibres guardats. Els dos orgues de la catedral van quedar malmesos greument. Pintures de Rafael Jimeno y Planas, Juan Correa i Juan Rodríguez Juárez van quedar danyades en altres parts de la catedral. Després de l'incendi, les autoritats van registrar els danys, però no van fer res per intentar restaurar les obres malmeses. Es van produir acalorades discussions entre historiadors, arquitectes i investigacions sobre el trasllat de l'Altar del Perdó, així com l'eliminació de la zona del cor i algunes de les baranes. El 1972, les autoritats eclesiàstiques van iniciar la demolició de la zona del cor sense autorització del govern federal, però van ser aturades. El govern va inventariar el que es podia salvar i va nomenar Jaime Ortiz Lajous com a director del projecte de restauració de la catedral al seu estat original. Els treballs de restauració es van centrar no només en la reparació dels danys (amb registres arxivats i fotografies), sinó que també van incloure treballs en una base deteriorada (a causa de l'enfonsament desigual al terra) i problemes amb les torres.
Els Altars del Perdó i dels Reis van ser sotmesos a un ampli treball de neteja i restauració. Per reemplaçar les parts perdudes de l'Altar del Perdó, s'hi van afegir diverses pintures; Escapada d'Egipte de Pereyns, El rostre diví i El martiri de Sant Sebastià. Els orgues van ser desmuntats amb les canonades i els treballs interiors enviats als Països Baixos per a la seva reparació, mentre que les caixes van ser restaurades per artesans mexicans amb treballs que van durar fins al 1977. L'any 1979 es va iniciar la reconstrucció de la zona del cor amb els mateixos materials que hi havia abans de l'incendi. A més, les estàtues de les torres que van rebre més del 50% es van eliminar els danys de la contaminació de la ciutat i es van crear rèpliques per substituir-los. Es van reparar els que tenien menys danys
Es van fer alguns descobriments interessants a mesura que es van produir treballs de restauració durant la dècada de 1970 i principis de 1980. Es van trobar i rescatar cinquanta-una pintures darrere de l'Altar del Perdó, incloent-hi obres de Juan i Nicolás Rodríguez Juárez, Miguel Cabrera i José de Ibarra. Dins d'un dels òrgans es va trobar una còpia del nomenament d'Hernán Cortés com a governador general de Nova Espanya (1529). Finalment, al mur de l'arc central de la catedral es va trobar el sepulcre de Miguel Barrigan, primer governador de Veracruz.

### Obra de finals delseglexx
La catedral, juntament amb la resta de la ciutat, s'ha anat enfonsant a la llera del llac des del dia que es va construir. Tanmateix, el fet que la ciutat sigui una megalòpoli amb més de 18 milions de persones que treuen aigua de fonts subterrànies ha fet que els nivells freàtics caiguin i que l'enfonsament s'acceleri durant la segona meitat del segle xx.Seccions del complex com la catedral i el sagrari encara s'enfonsaven a diferents ritmes, i els campanars s'inclinaven perillosament malgrat els treballs realitzats als anys setanta. Per aquest motiu, la catedral va ser inclosa a la World Monuments Watch de 1998 pel World Monuments Fund.
A la dècada de 1990 es van iniciar importants obres de restauració i cimentació per estabilitzar l'edifici. Enginyers excavats sota la catedral entre 1993 i 1998. Van cavar eixos sota la catedral i van col·locar eixos de formigó al sòl tou per donar a l'edifici una base més sòlida on reposar. Aquests esforços no han aturat l'enfonsament del conjunt, però sí que han corregit les torres basculants i assegurat que la catedral s'enfonsarà de manera uniforme.

## Valor cultural

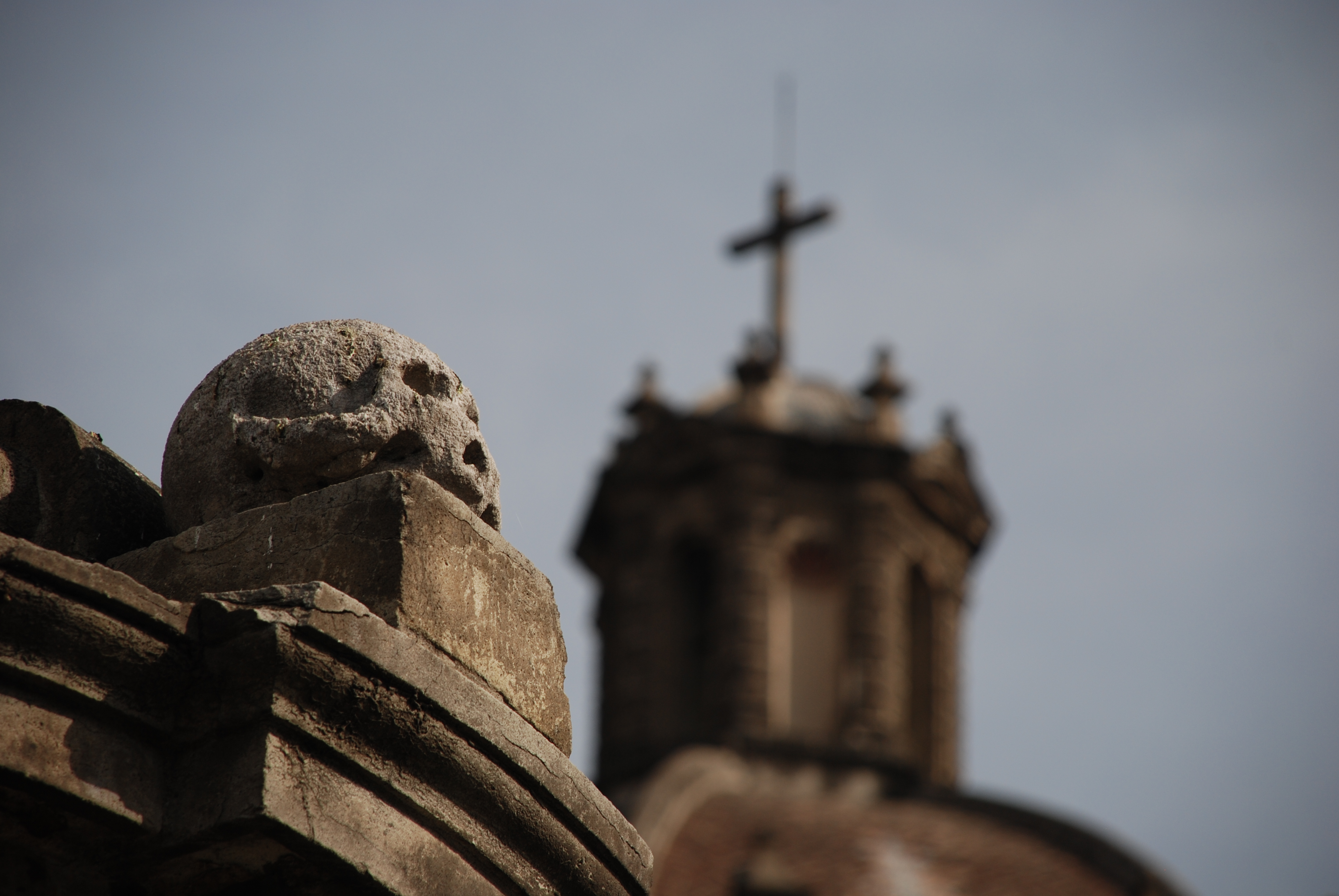
Crani petrificat de les ruïnes d'un tzompantli azteca afegit pels espanyols

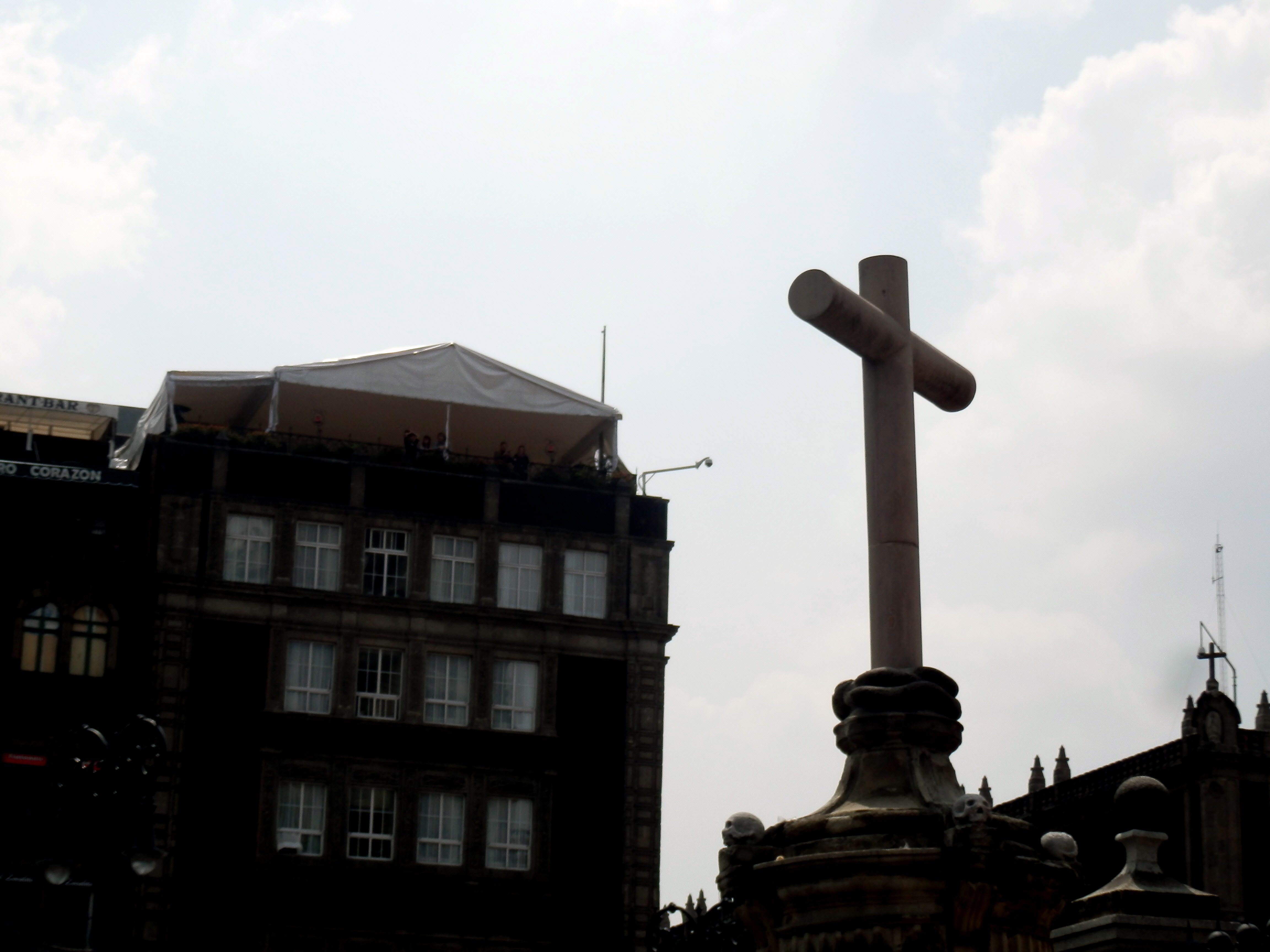
Una de creus auriculars. Hi ha cranis asteques a la seva base.

La catedral ha estat un focus de la identitat cultural mexicana i és un testimoni de la seva història colonial. La gent sovint s'hi reuneix per adorar i assistir a oficis religiosos. L'investigador Manuel Rivera Cambas va informar que la catedral es va construir al recinte sagrat dels asteques i amb les mateixes pedres dels seus temples perquè els espanyols poguessin reclamar la terra i el poble. Se suposa que el mateix Hernán Cortés va posar la primera pedra de l'església original.
Antigament, va ser un important centre religiós, utilitzat exclusivament per les famílies destacades de Nova Espanya. El 1864, durant el Segon Imperi Mexicà, l'emperador Maximilià d'Habsburg i l'emperadriu Carlota de Bèlgica (més tard coneguts com a Maximilià i Carlota de Mèxic) van ser coronats a la catedral després de la magnífica arribada a la ciutat.
Situada al Zócalo ha estat, al llarg del temps, el focus d'activitats socials i culturals, la majoria de les quals s'han produït al segle xx. La catedral va estar tancada durant quatre anys mentre el president Plutarco Elías Calles intentava fer complir les lleis antireligioses de Mèxic. El papa Pius XI va tancar l'església, ordenant als sacerdots que cessessin els seus deures religiosos públics a totes les esglésies mexicanes. Després que el govern mexicà i el papat van arribar a un acord i es van realitzar importants renovacions a la catedral, es va reobrir el 1930.
La catedral ha estat l'escenari de diverses protestes tant per part de l'església com en contra, inclosa una protesta de dones per l'exhortació de l'Església perquè les dones no portin minifaldilles i altres peces de roba provocativa per evitar les violacions, i una vetlla amb espelmes per protestar contra els segrestos a Mèxic. La mateixa catedral s'ha utilitzat per protestar contra els problemes socials. Les campanes van sonar per expressar l'oposició de l'arxidiòcesi al fet que el Tribunal Suprem confirmés la legalització de l'avortament a la Ciutat de Mèxic.
El 18 de novembre 2007 un grup de simpatitzants del Partit de la Revolució Democràtica va atacar la catedral. Uns 150 manifestants van irrompre a la missa dominical corejant consignes i tombant bancs. Això va fer que els funcionaris de l'església tanquessin la catedral durant uns quants dies. La catedral va reobrir amb noves mesures de seguretat, com ara escorcolls de bosses.